# Pěstování jahodníku velkoplodého
Pěstování jahodníku velkoplodého zahrnuje soubor operací, které jsou prováděny od rozmnožování až ke zrušení kultury, včetně plánování těchto operací.

## Pěstování
Základem úspěchu je zdravá sadba, výběr vhodné odrůdy a zvolení vhodného stanoviště.
Jahodník je náročný na světlo, vyžaduje 1300-1500 slunečních hodin za vegetaci (1700-2000 ročně). Důležitý je dostatek vláhy, tepla, humusu, preferuje mírně snížené pH a dostatek živin. Dobře roste a plodí na všech půdách, s výjimkou chudých štěrků a těžkých, studených a zamokřených jílů. Nejvhodnější pro pěstování jahodníků jsou půdy hlinitopísčité s vrstvou ornice alespoň 25 cm, obsahem humusu 2,2 % a mírně kyselou pH (5,5-6,5). Za optimální se považuje oblast s 600–700 mm srážek ročně, avšak vzhledem k nerovnoměrnému nebo jinak nevhodnému rozdělení srážek během roku je, v případě jahodníku, vhodná závlaha na celém území ČR.
Pro kvetení je důležitý především fosfor. Většina pěstovaných odrůd je náchylná na houbové choroby. Po třech letech je plantáž považována za zamořenou chorobami a vyčerpanou.
Jahodník je citlivý na některé choroby, které mohou mít za následek i zánik celých kultur a pěstebních středisek. Například fytoftorová kořenová hniloba způsobila zrušení jahodářského střediska Bosonožsko na Brněnsku, které bylo proslulé. Tuto chorobu podporuje právě výsadba na tytéž plochy. Jahodník je považován za rostlinu citlivou na chlor (prasečí hnůj, fekálie, průmyslová hnojiva s obsahem chloru, např. draselná sůl), jsou ale uváděny příklady krátkodobých pokusů (1 rok) s některými odrůdami, u nichž se citlivost na chlor neprokázala.

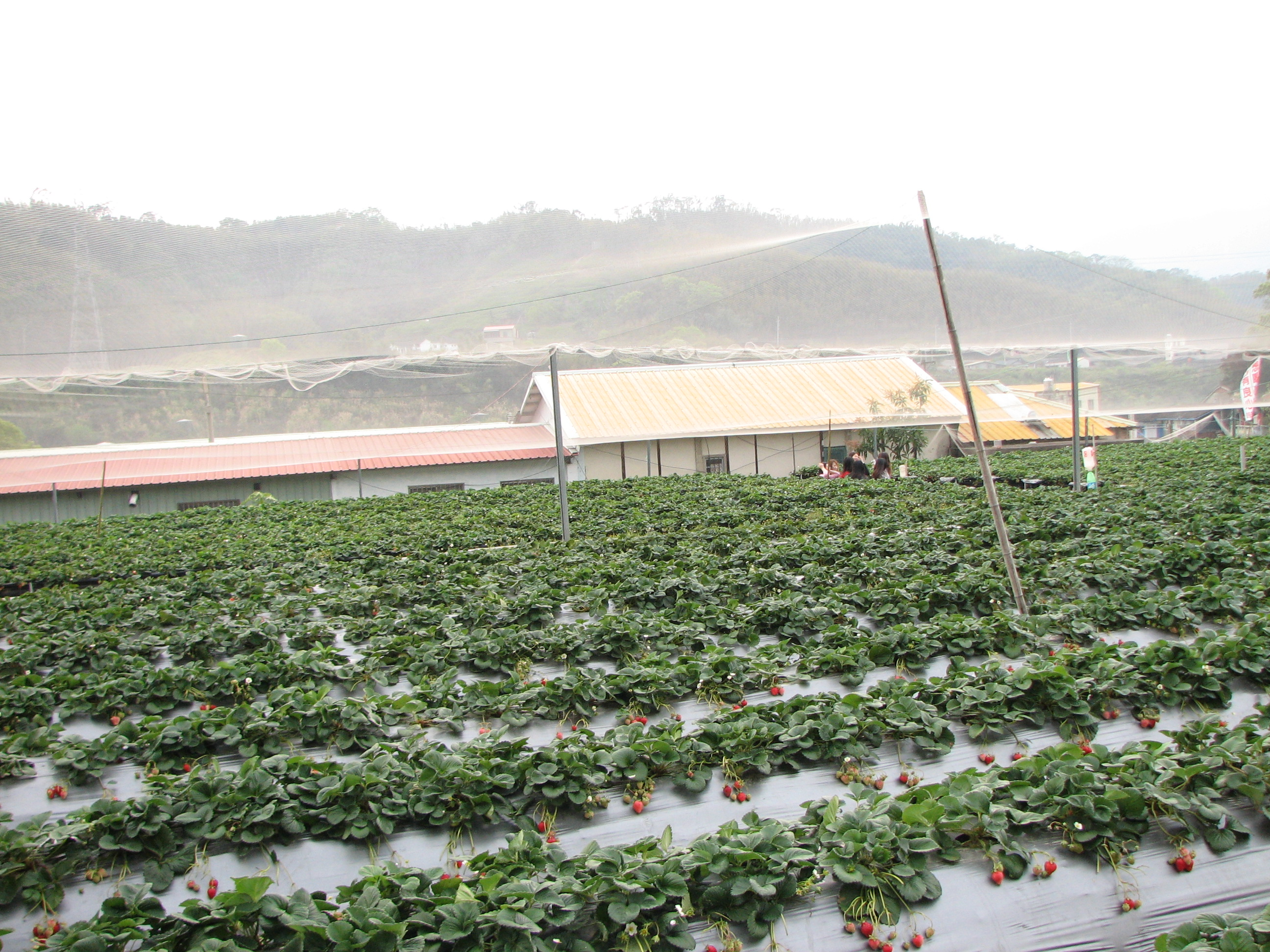
Pěstování jahodníku na hrůbcích pokrytých fólií na Tchaj-wanu

Značná přizpůsobivost půdním a klimatickým podmínkám umožňuje pěstování jahodníku, v nížinách, středních polohách i v podmínkách podhorských oblastí. Vhodné jsou oblasti kukuřičné a teplejší bramborářské. Jsou doporučovány jihozápadní svahy, kde jsou dobré světelné, teplotní a vlhkostní podmínky, ale za vhodné jsou považovány i severní svahy, jsou-li bez výrazných teplotních výkyvů. Hlavně tam, kde bývá dostatečná sněhová pokrývka. Nejsou vhodné východní a jižní expozice, kde je příliš sucho. Uspokojivé výnosy a kvalita plodů, není-li preferována časná sklizeň, jsou dosahovány i v oblastech vyšších než je maximální udávaná nadmořská výška vhodná pro pěstování – 600 m n. m. (500 m n. m.), při průměrné roční teplotě 7 °C. Jsou dobré zkušenosti s pěstováním i ve výškách kolem 700 m n. m. — u vodní nádrže Lipno na Šumavě a jinde. Ve vyšších polohách jahodník sice později kvete a zraje, ale právě pro pozdější dobu květu jej tak nepoškozují pozdní jarní mrazíky. Při výsadbách jak v rovinách, tak i v kopcovitém terénu bývá zbudována v jahodovnách potřebná ochrana před příliš prudkými větry. Naprosto uzavřené plochy nebo mrazové kotliny bývají ovšem pro pěstování jahodníku nevhodné.
Kromě klimatických podmínek rozhodují o úspěchu v pěstování i místní podmínky. Nepatrná terénní vlna, blízkost vodního toku nebo rybníka, popřípadě výstavba v okolí ovlivní mikroklimatické podmínky. Tedy může mít vliv jak na přezimování, na výskyt chorob apod.
Pro přezimování u jahodníku je důležité vhodné zásobení živinami (nepřehnojování dusíkem), zálivka na podzim a zimní sněhová pokrývka.
Na počátku 21. století jsou největší překážkou pěstování jahodníku houbové choroby.

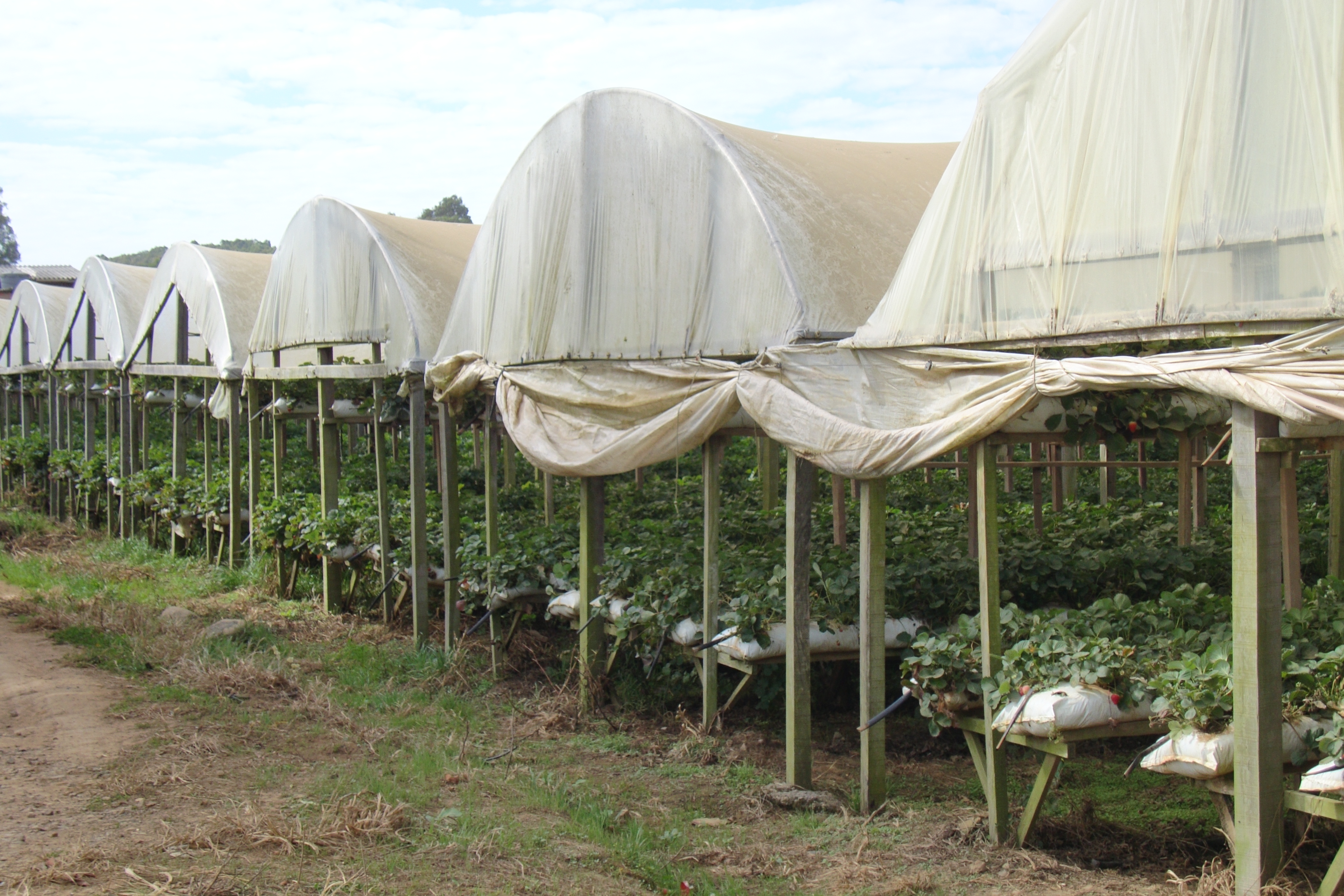
Hydroponické pěstování jahodníku v Brazílii

### Množení

#### Generativní množení
Měsíční odrůdy (Rujana) a některé stáleplodící odrůdy množené semenem se vysévají v únoru až dubnu do skleníku, pařeniště nebo fóliovníku. Výsadba je pak provedena v červnu až srpnu na 40×30 až 60×30 cm. Rostliny začínají plodit od září.

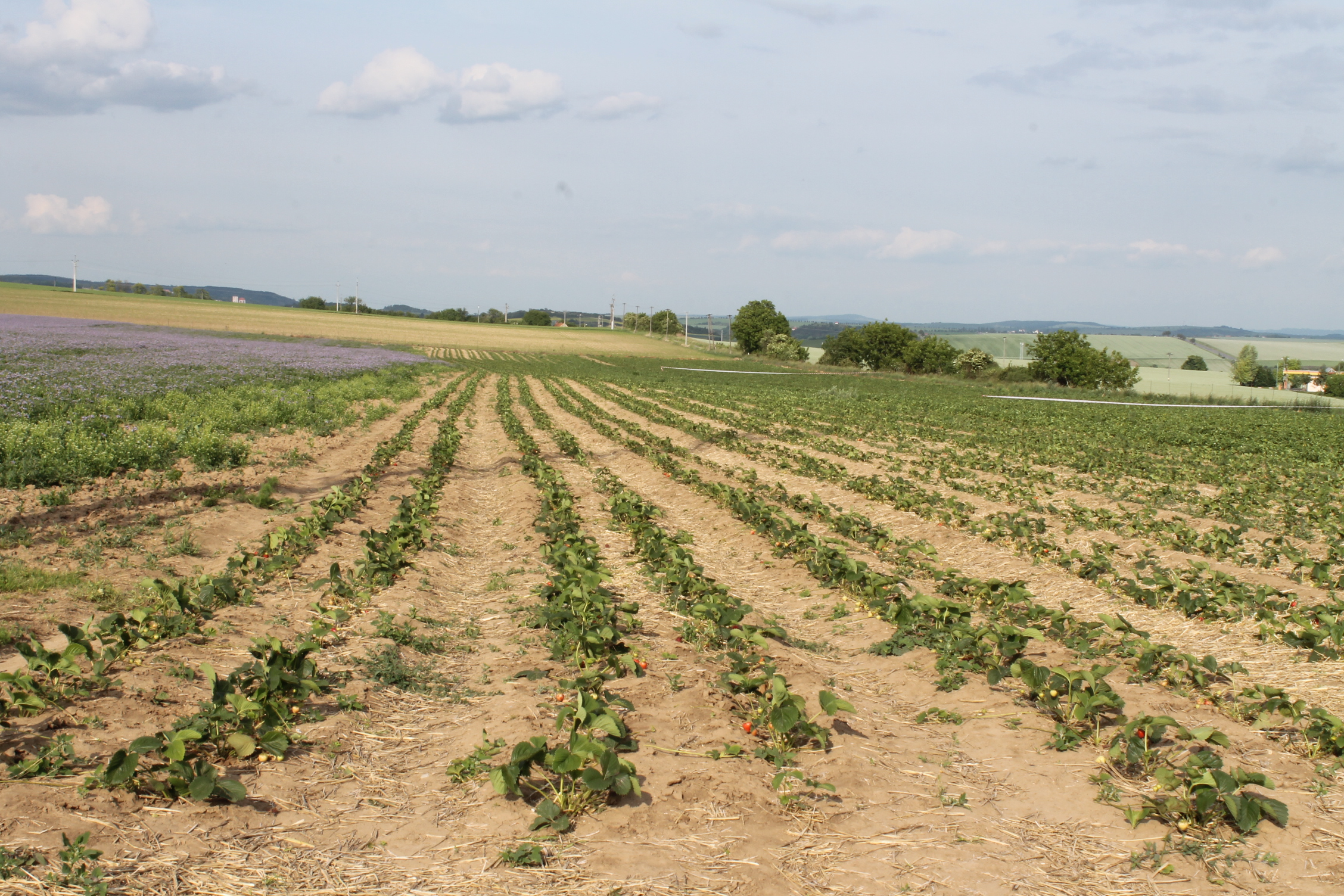
Pěstování jahod v ČR, velkopěstírna v Brně - Slatině, v pozadí plocha se svazenkou

Nové odrůdy jahodníku jsou získávány množením ze semen. Získané výsledky jsou, samozřejmě variabilní, protože žádné dvě rostliny ze semene pravděpodobně nevytvoří rostliny, které by nesly úplně stejné plody. Pravděpodobnost, že ze semene vyroste rostlina s lepšími vlastnostmi než matečná rostlina, je malá. Vyšlechtění jedné rostliny, která by měla lepší ovoce než původní rostlina, z níž osivo pochází, z tisíce pokusů, se považuje za štěstí.

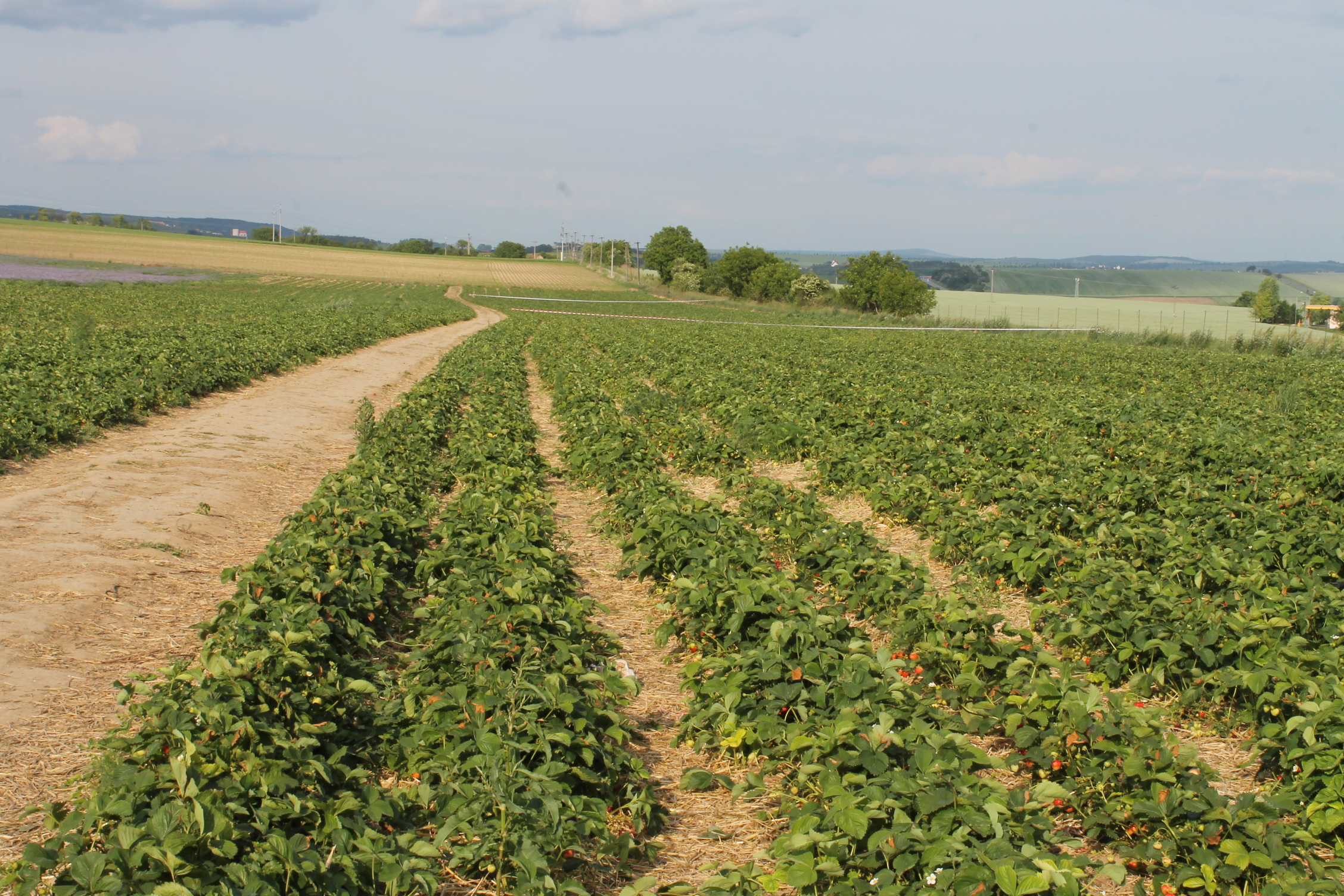
Pěstování jahod v ČR - komunikace mezi tabulemi s řádky (Brno - Slatina)

Jahody mohou být množeny ze semen dvěma způsoby:
1. Ihned po dozrání mohou být semena vyseta do půdy, která je udržována neustále vlhká. Taková semena, ve správných podmínkách, budou klíčit do 4 nebo 5 týdnů a pokud jsou podmínky během prvního léta nadále příznivé, budou rostliny z těchto semen nést následující léto plody.
2. Semena mohou být vyseta v průběhu příštího jara po zrání. Semena mohou, pokud je to nutné, zůstat až tři roky, aniž by ztratila svou klíčivost. Tento plán má tu nevýhodu, že trvá jeden rok déle než jsou zřejmé výsledky. Aby mohlo být osivo jahod použito k vysetí, mělo by být skladováno v suchém písku nebo suchém prostředí. Během následujícího jara by mělo být semeno zaseto v mělkých rýhách, ne více než půl palce hluboko, do dobře připravené půdy. Jakmile jsou rostliny dostatečně velké, měly by být přesazeny do sponu asi 6 centimetrů od sebe v každém směru. Následující jaro mohou být rostliny vysázeny na své trvalé stanoviště. Takový způsob množení jahod může být někdy dostatečně ekonomický, aby byl prováděn.

#### Vegetativní množení

##### Odnožování
Jahodník se obvykle rozmnožuje odnožováním. Původně vysazené rostliny se rozrůstají odnožováním v řidší nebo hustší trsy a vytvářejí výhony s dceřinými rostlinami, které tvoří další výhony s dalšími dceřinými rostlinami. Série těchto rostlinek po zakořenění i se šlahounem nazýváme odnoží, jednotlivé zakořeněné rostlinky pak odnožovými rostlinami.

##### Meristémové množení
V šlechtitelské a množitelské praxi se v ČSSR v některých JZD a ústavech v druhé polovině 20. století zaváděl do praxe vysoce efektivní a z hlediska rostlinolékařství naprosto převratný způsob množení tzv. meristémovými kulturami sadby nejen u chryzantém, jiřin a dalších chorobami často napadaných okrasných rostlin, ale například i u jahodníku.
Meristémové množení jahod bylo prováděno ve Výzkumném a šlechtitelském ústavu ovocnářském v Holovousích a na Šlechtitelské stanici Sempra, o. p. ve Velehradě, na Slovensku v Bojnicích. Obvykle se toto množení jahodníkové sadby kombinuje s tzv. termoterapií, tj. pěstováním za vyšších teplot (např. 5 dní při teplotě 25 °C, dalších 5 dní při teplotě 30 °C a 21 dní při teplotě 37,5 °C.) které potlačuje rozvoj některých chorob (především viróz) a podporuje prudký růst. Odebírány a kultivovány jsou pak tkáně, meristémy, z nově narostlých vrcholových částí výhonů jahodníku.
Tímto způsobem dochází k ozdravění jednotlivých odrůd, takže výnos zlepšený pomocí výpěstků získaných tímto způsobem, podle stupně zamoření chorobami a škůdci, může stoupnout o 30—70 %. Pokusy prokázaly, že potomstvo meristémových kultur zůstává zdravé asi 7 let.
Výpěstky získané tímto způsobem mohou být skladovány po značně dlouhou dobu v chladnu. V Belgii je tato sadba skladována v bezlistém stavu po dobu 2-3 let bez jakéhokoliv poškození.

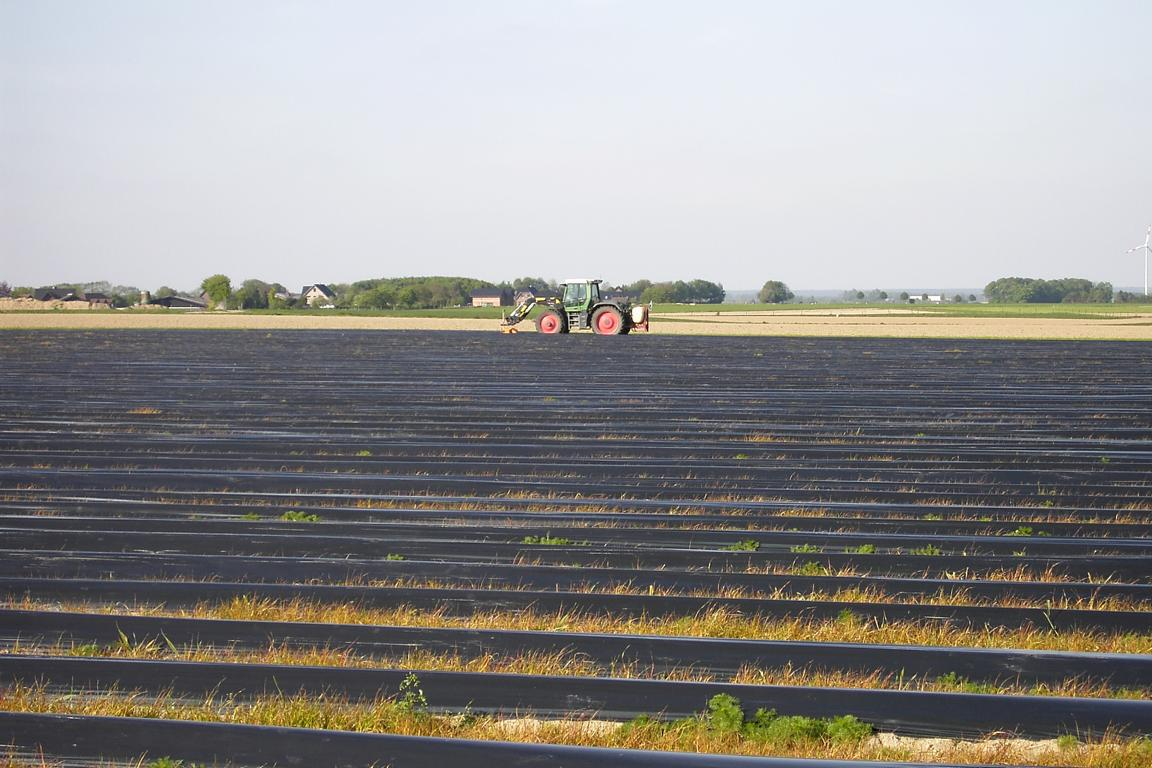
Pole se záhony připravenými na výsadbu jahodníku, plevel v okolí byl ošetřen herbicidem

##### Frigo sadba
K přípravě sadby, která by byla kdykoliv k dispozici pro výsadbu, se používají chlazené sazenice, nazývané též „frigo“. Tyto sazenice se odebírají z množitelských porostů v době hlubokého vegetačního klidu (pokud půda nezamrzne od listopadu do konce února). Rostliny ošetřené fungicidy se zbavují listů a ponechají se jim pouze srdéčka. Zbaví se zeminy, sváží do balíčků a uskladní v polyetylénových sáčcích. Takto upravené rostliny se pak skladují po dobu 3—7 měsíců při teplotách —1 °C až —2 °C. Odstranění listů není na závadu.
FRIGO sadba je na počátku 21. století nejrozšířenějším způsobem výsadby jahod. Nabízené sazenice mají větší kořenovou část a kořenový krček se srdéčkem, nemají listy, často ze sazenic již vyrůstají zárodky květů. Nejběžnější termín výsadby je od poloviny června do poloviny července, ale prakticky je možné vysazovat chlazené sazenice po celé vegetační období.
Při příliš časné výsadbě je nutné odstranit květy. Rovněž odnože, které se vytvořily po výsadbě, se odstraňují. Ujímání rostlin je lepší. Rostliny mají menší nároky na zavlažování, výnosy při běžných sponech jsou v prvním roce po výsadbě až o 25 % vyšší než při použití normální sadby v podzimním termínu.
V příštím roce na jaře je růst rostlin velmi bujný (rostliny mají vzhled dvouletých jahodníků), a tak se po roce dosahuje podstatně vyšších výnosů než u běžně používané sadby, zejména při výsadbě do hustších sponů.
Použití chlazených sazenic je pro školkařské závody výhodné. Počet získané sadby při pozdějším dobývání je 4 až 5 krát vyšší oproti tradičnímu získávání sadby v srpnu. Sazenice nejsou náročné na skladovací prostory a dobře snášejí přepravu.

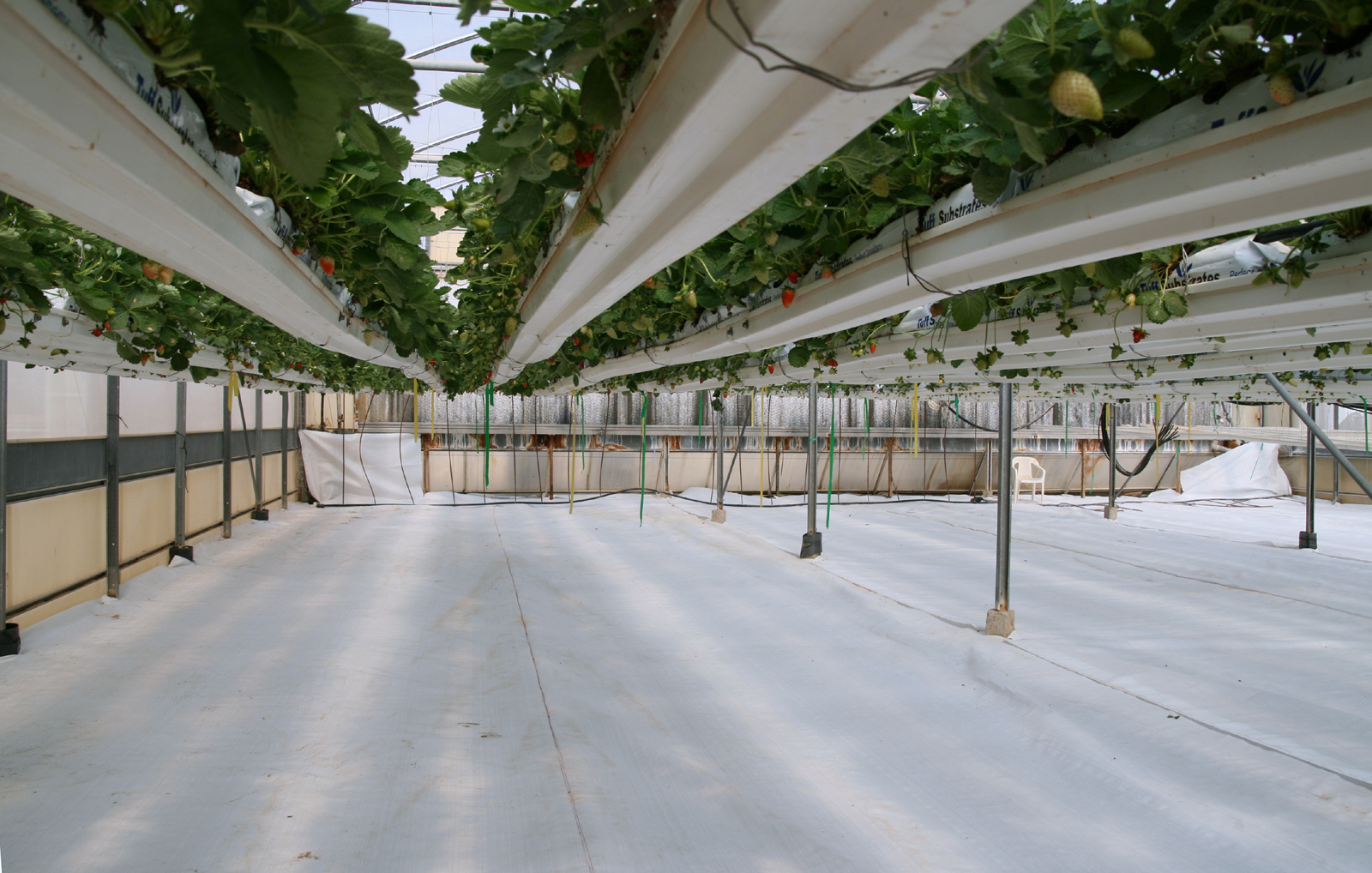
Pěstování jahod pod vegetačním krytem v Izraeli

### Udržovací šlechtění
Cílem udržovacího šlechtění je udržovat kvalitu a výkonnost původní sadby (tzv. superelity). V praxi to vypadá tak, že se v superelitním porostu pečlivě sledují jednotlivé trsy, jejich výnosy se váží a kontrolují, zda kvalitativní znaky zůstávají pro odrůdu typické. Pozitivním výběrem jsou pro další rozmnožování vybírány pouze nejlepší a nejzdravější trsy. Při negativním výběru jsou ze superelitního porostu odstraňovány málo výkonné, nemocné nebo odrůdě zcela neodpovídající trsy. Přičiněním udržovacího šlechtění se může odrůda dlouhá léta udržovat na patřičné výši nebo se i v některých vlastnostech zlepšit.
Ze sadby odebrané přímo od rostlin v udržovacím šlechtění se zakládají takzvané matečné výsadby.

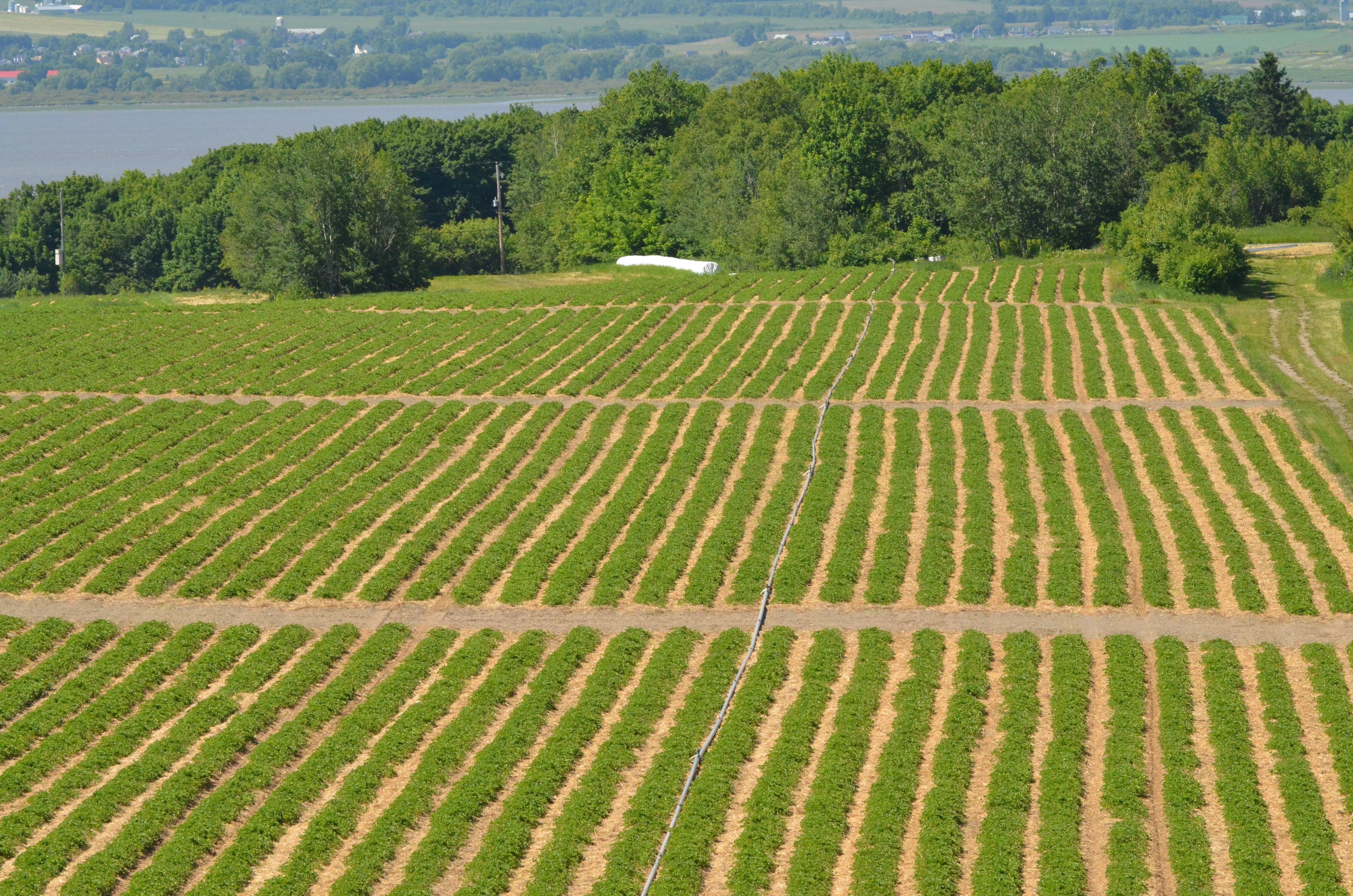
Tabule jahodníku s cestami

### Založení plantáže

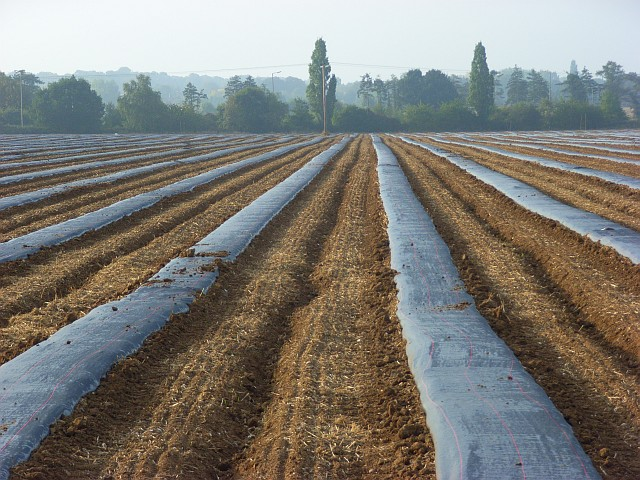
Příprava pole s hrůbky pro výsadbu. V okolí namulčovaného záhonu jsou dva záhony, hrůbky které u některých systémů slouží pro odnože, z řádkového systému se v dalším roce stává pásový

Na založení plantáže jahod nemají být nikdy použity pozemky, na kterých někdy předtím plantáž jahod byla. Při výsadbě půda musí být prosta plevelů a parazitů, tiplic, drátovců, třásněnek apod. Pečlivá příprava půdy je při zakládání plantáže důležitá. Je doporučena několikaletá příprava půdy předplodinami, nejlépe střídáním okopanin se směskami, s využitím vikve a lupiny. Jako příklad je uváděn Sovětský svaz, kde se se lupiny používalo všeobecně a byla doporučována k vyzkoušení směska žitňáku a sveřepu bezbranného. Nejlepší předplodinou jsou brambory, přestože hrozí přenos houby kořenomorky (Rhizoctia violacea) a dalších chorob, zvláště při používání hnojiv, která snižují pH půdy.
Použitím chlévského hnoje dochází k výraznému nárůstu zásoby semen plevelů v půdě, zbytečně vysokému nárůstu listové hmoty na úkor ostatních částí rostlin. Výsadba v druhé trati je tak vhodnější. Je doporučena zvýšená dávka 400-500 q na hektar nebo přihnojení rašelinou, kompostem nebo zkompostovaným hnojem k zvýšení dávky humusu v půdě. V tomto ohledu je jahodník poměrně náročný. Zvláště nedocenitelné je před výsadbou hnojení kompostem.
Účelné zařazení předplodin je významné pro předcházení některým chorobám. Pro založení a provoz plantáže lze doporučit osmihonný osevní postup, kdy čtyři roky jsou pěstovány luskoviny a okopaniny a čtyři roky jahody. Plodnější odrůdy jahod by měly být pěstovány jen tři roky. Vzhledem k tomu, že při pěstování brambor, fazolí, řepy a rajčat mohou být na jahody přenášeny některé houbové choroby a háďátka, je například v okolí Ontaria pěstována několik let před výsadbou jahod sója, čímž se zabrání hnilobě kořenů.
Při přihnojení chlévským hnojem bez zapravení do půdy dochází k výluhu a vyplavení (fosfor, organické složky) živin a velice rychle k vyprchání dusíku. Pozdní zapravení hnoje má tedy za následek degradaci stavu živin v půdě, protože vyluhovaná sláma je rozkládána bakteriemi, které využívají živiny v půdě, především množství dusíku.

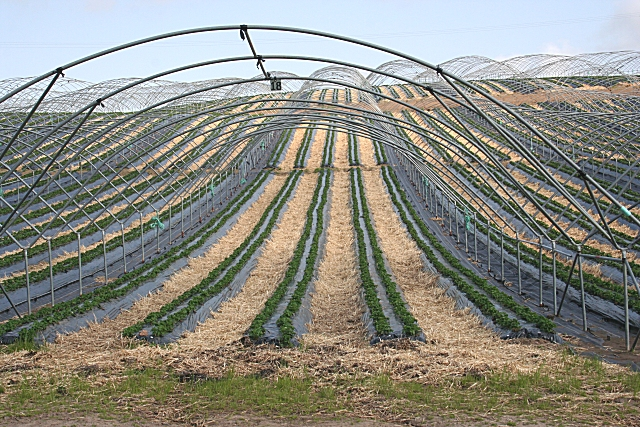
Jahodové pole s konstrukcí pro fóliový kryt

Na začátku druhé poloviny dvacátého století, vzhledem k úbytku používání organických hnojiv a poměrnému zvyšování hnojení průmyslovými hnojivy, je hodnocen tento stav jako nevhodný a hnojení organickými hnojivy nedostatečné a podceňované, s tím že hrozí významný úbytek humusu v půdě a je doporučováno a zaváděno tzv. „zelené hnojení“. Při výběru lokality a přípravě pozemku je vzhledem k nárokům jahodníku mít toto na zřeteli a půdu řádně připravit a nechat ji odpočinout nebo počítat s problémy a úplným rušením plantáže pro vyčerpání půdy a choroby.
Při zakládání plantáže po lučních porostech je někdy třeba upravit pH, které bývá velmi kyselé a půda může být promořena drátovci. Toto zamoření může v dalších letech způsobit takové škody, že bývá přistoupeno k zaorání celého porostu. Hluboká orba je nezbytná.
Po jetelotravních a vojtěškotravních směskách bývá půda v dobré kondici a půda bývá dobře zásobena dusíkem. Ostatních živin se půdě obvykle nedostává vlivem vyčerpání vojtěškou. Rovněž je zde nebezpečí zamoření ponravami – drátovci. K dokonalému zaklopení drnu je třeba předradličky.
Po obilninách je vhodná mělká podmítka a hluboká orba.
Jahodník nesnáší čerstvou naorávku a kyprou půdu. Snadno v ní přes zimu vymrzá. Po naorávce se půda usmykuje a rozhodí se dlouhodobě se rozkládající a pomaleji rozpustná hnojiva (vhodné hnojivo pro tento účel tedy není Cererit jak se lze také dočíst, ale rohovina, kostní moučka, Thomasova moučka, kaly, apod.) s obsahem K a P. Pouze v případě jarní výsadby má smysl před výsadbou použít i rychleji rozpustná hnojiva s obsahem dusíku (jako NPK nebo močovina), která uvolňují živiny poměrně rychle a sazenice tak živiny využijí, avšak Peiker důrazně varuje že i 6 mg nitrátového dusíku se negativně odrazí na ujímání (rozvoj kořenového systému) bezprostředně po výsadbě. Vápnění před výsadbou je velmi nevhodné, jahodník není vápnomilnou rostlinou.

### Hnojení
Hnojení závisí na fyzikálních vlastnostech půdy, na zásobě živin v půdě, s ohledem předchozí plodiny a v neposlední řadě je nutno vzít zřetel fenofázi a druhové požadavky jahodníku na živiny a podle nich upravit dávky případné hnojiv během vegetace. Účinek hnojiv závisí na druhu půdy a jejích fyzikálních vlastnostech, zvláště na kyprosti půdy a podle toho se také hnojení uplatňuje.
Při výsadbě půda musí být prosta plevelů a parazitů, například drátovců, takže není zcela vhodné používat čerstvě prohnojený pozemek. Je vhodné použít pozemek dalším rokem po pohnojení, například po bramborách. To zaručuje na jistou dobu dobrý základ výživy rostlin. Výhodou je i menší zaplevelení vlivem odstupu od použití chlévského hnoje. Během pěstování nikdy nepřihnojujeme chlévským hnojem, protože je mnoho jiných, lepších řešení, jak zlepšit výživu jahod a je zde i riziko úhynu rostlin po aplikaci. Nedocenitelné je hnojení kompostem, který je především zdrojem humusu pro jahodník tak důležitého. Je doporučena dávka 500 q na hektar.
Jahodník vyžaduje dostatek ihned přístupných živin a proto zásobní hnojení organické i minerální vyžaduje aspoň rok před výsadbou. Stupňované dávky samostatně dodávaných organických a zvláště minerálních hnojiv jsou považovány za plýtvání s tím, že nejlepší výsledky skýtá hnojení organicko-minerální. Při dohnojování za vegetace je doporučeno zohlednit především vegetační fáze (fenofáze) jahodníku.

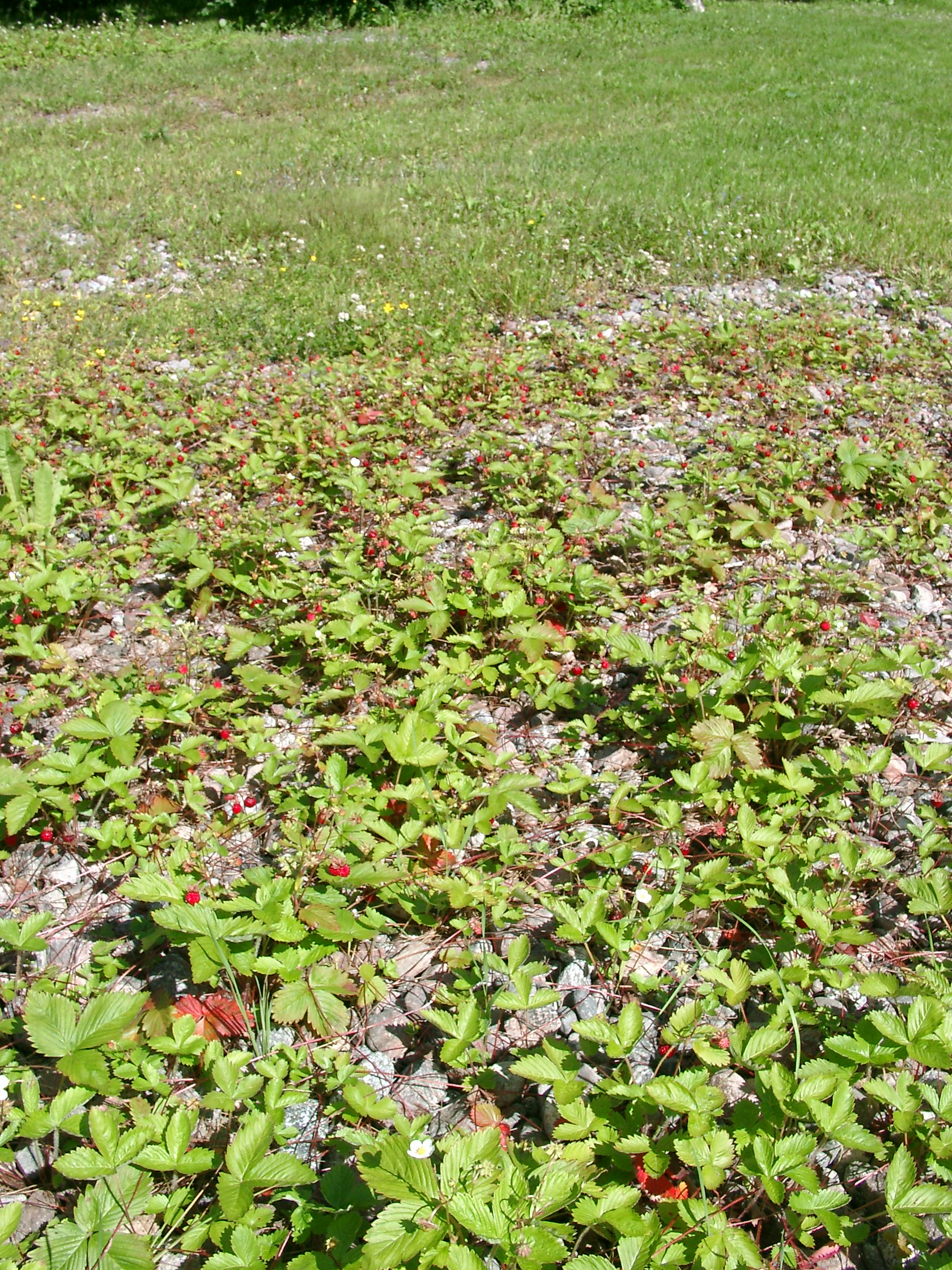
Malovýrobní pěstění jahod na fólii

Jahodářský výzkum objasnil mnoho v soustavě hnojení, avšak systém hnojení není ještě úplně propracován. M. N. Jazvickij (1954) opravil svými pokusnými výsledky mnoho dřívějších názorů:
1. Zcela jsou vyvráceny domněnky, že jahodník je rostlinou vysoce náročnou na hnojení, zejména na vysoké dávky chlévského hnoje těsně před výsadbou. Zásadně je nutno hnojit organickými hnojivy i minerálními již před založením výsadby k předplodinám. S výhodou lze použít i surových minerálních drtí (diabasové, čedičové, fosforitové i apatitové moučky) a surových fosfátů. Tyto substráty musí prodělat v kompostech rozklad, aby se z nich živiny uvolnily. Zahraniční výzkumy také potvrdily, že nahromadění živin v půdě nad optimum zásadně lineárně nestupňuje sklizně, naopak je snižuje.[4] Přehnojování znamená plýtvání hnojivy.
2. Je-li půda zásobena vysokými dávkami chlévského hnoje před výsadbou k předkulturám (aspoň 1—2 roky v množství 400—500 q/ha) a po výsadbě kryta mulčem za současného použití minerálních hnojiv, dává jahodová plantáž vysoké sklizně i bez přihnojování.[4]
3. Přihnojování organickým hnojivem a minerální hnojení s obsahem dusíku v humózních půdách, je krajně škodlivé, poněvadž vlivem zbujení rostlin sklizně nápadně klesají. Takové zásahy podporují jednostranně růst, houbové choroby, a bujení plevelů. Je třeba opatrné hnojení dusíkem všude tam, kde nebyly konány orientační pokusy. Je zřejmé, že jahodník vyžaduje méně dusíku než ostatní drobné ovoce.[4]
4. Přímé přihnojování organickým hnojivem se může projevit velmi škodlivě u mladých rostlin po výsadbě. Pouhých 6 mg nitrátového dusíku na kg půdy se projevuje negativně při ujímání rostlin. Naproti tomu v době výsadby se skvěle uplatňuje kompost nebo kompost s rašelinou, obohacený fosforečno-draselnými hnojivy.[4]
5. Není sporu o významu fosforu pro jahodník, přesto však vyžaduje přezkoušení, neboť u odrůdy Auchincruive Climax v podmínkách Long Asthonu nebyl zjištěn zřetelný pokles sklizně na pozemku, který nebyl vyhnojen fosforem asi 30 let. Dosud nebylo dokázáno, že organické kostní moučky jsou pro jahodník lepším zdrojem fosforu než superfosfát.[4]
6. Byla-li půda důkladně organicko-minerálně vyhnojena před výsadbou, postačí minerální dohnojování kultury až po několika letech (po 4.—5. roku). Neplatí to bez výhrad, neboť výsledek závisí na prostředí a zejména na vláhových poměrech (vyplavování živin dešti). Údaje J. N. Paškina (podle N. G. Žučkova 1954 a N. D. Spivakovského 1951 a 1955) mluví ve prospěch dohnojování i tehdy, byla-li půda vzorně připravena před výsadbou. Bylo pokusně prokázáno, že sklizně bez přihnojování v příštích letech klesají.[4]
7. Výživa po sklizni je podle zkušeností rozhodující a potvrzují to i pokusná zjištění M. N. Jazvického pro stupňování sklizně v příštím roce. Pro úspěch hnojení není rozhodující jen množství a druh hnojiva, ale především doba hnojení, jak prokazuje H. J. Bjarsche (1957) v NDR.[4]
8. Posklizňová výživa plnými hnojivy má vliv na nahromadění asimilátů v kořenovém krčku a v kořenech. Čím více si jich rostliny uchovají do předjaří, tím lépe přezimují a na jaře pak tím úspěšněji vegetují. Výzkumný ústav ovocnářský I. V. Mičurina objevil fakt, že špatně vyspělé trsy během druhé poloviny vegetace jsou jednou z příčin vymrzání a nízkých sklizní v příštím roce.[4]
9. Výzkumy Leningradské ovocnářské stanice ukázaly, že použití pouhé zkompostované rašeliny nestačí přispět ke zvýšení sklizně. Kombinací rašeliny s chlévským hnojem bylo dosaženo vysokých sklizní. Na sovchoze Burgy ukázalo velmi příznivý vliv přihnojení vepřovým hnojem v množství 600 q/ha před výsadbou. Avšak soustavné přihnojování vepřovým hnojem způsobilo jednostranné tvoření listové hmoty bez zvětšení sklizní a podpořilo náchylnost k napadení roztočíkem.[4]
10. Zahrádkáři musí při přihnojování používat králičí hnůj obezřetně. Bez kompenzace výživy draselnými a fosforečnými hnojivy se projevuje nepříznivě. Jednostranně podporuje růst a zmlazování porostu a zvyšuje nebezpečí napadení roztočíkem jahodníkovým.[4]
11. Pozdní dodání hnojiv a opožděná jarní výživa vede k poklesu sklizně. Pozdní zapravení hnojiv do půdy se projeví mnohem nepříznivěji než rané hnojení.[4]
12. Vápnění podzolových a degradovaných půd je před výsadbou jahodníku nutné, mají-li pH nižší než 5,5. V těchto půdách prospívá přihnojení pomocí např. Thomasovy moučky, citrofosfátu nebo ostravského ledku, popřípadě vápenatého ledku. I mírně zasolených půd lze využít k pěstování jahod, ale je třeba vydatně hnojit hořečnato-vápenatými hnojivy.[4]
13. Vápnění během vegetace, zvláště páleným vápnem (CaO) se ukázalo v mladých výsadbách škodlivé, dochází k černání kořínků, chlórozám a odumírání rostlin. O tom se již před mnoha lety přesvědčili jahodáři na Netvořicku a Krňansku, kde skutečně docházelo k poruchám zdravotního stavu a sklizňovým depresím. Při vápnění se nesmí hnojit ani chlévským hnojem, ani dusíkatými hnojivy, dochází k vytěsňování dusíku.[4]
14. Podle výzkumu Leningradské ovocnářské stanice se největší nárůst výnosu projevil při plném minerálním hnojení na podzolových půdách silně degradovaných.[4]
15. Pozdně podzimní hnojení je ve vztahu k diferenciaci květních pupenů až na odrůdy stále plodící bez účinku.[4]

Na obsah vápníku v půdě neklade jahodník žádné zvláštní nároky, a to ani později po výsadbě (Harant, 1987). Pouze tam, kde jsou půdy příliš kyselé nebo kde je vápníku naprostý nedostatek. Jiné zdroje z počátku 21. století uvádí, že jahodník je náročný na dodávky vápníku a také hořčíku a železa, jejichž nedostatek vyvolává žloutnutí listů. Kvůli citlivosti na chlór u jahod je doporučeno použít pouze bezchloridová hnojiva (dusičnan amonný, ledek vápenatý, vhodný s ohledem k pH půdy je síran amonný, močovina, …) a draselná hnojiva bez chlóru (síran draselný).
Únava půdy způsobená jednostranným vyčerpáním živin bývá zapříčiněna nejčastěji nedostatkem Mn, B, Cu, Zn a Mo.

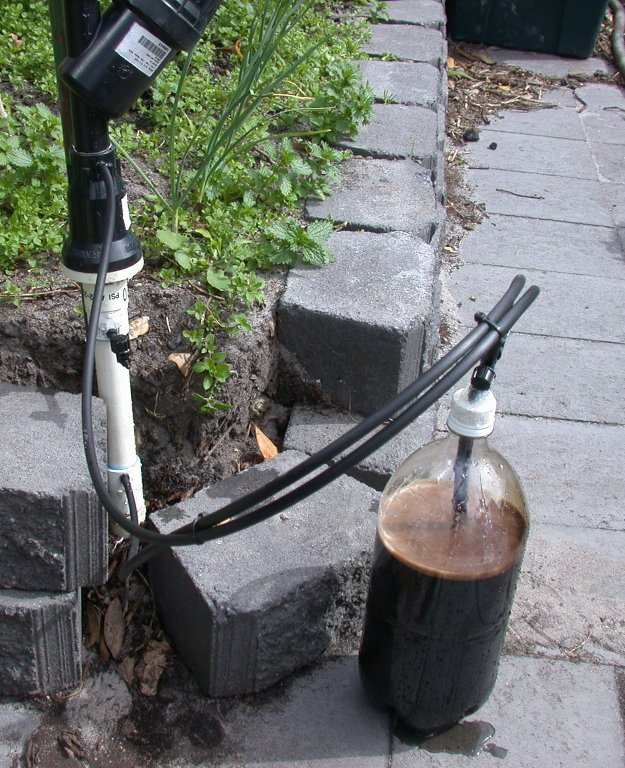
Hnojení pomocí hnojivé zálivky kapkovou závlahou, fertigation

### Význam organických hnojiv v pěstování jahod
Organicko-minerální komposty jsou v jahodářství nedocenitelné, neboť se v nich upravují živiny do lehce přijatelných forem. Jedině při použití lehce přijatelných forem živin v kompostech je vystupňování výnosů a zjakostnění sklizní možné.
Organicko-minerální krátkodobé komposty používané v jahodářství bývají připraveny z rychle rozložitelných bezplevelných a bezsemenných rostlinných zbytků, které jsou vrstveny s rašelinou nebo listím (ne dubovým) a chlévským hnojem. Je doporučeno přidat organicko-minerální příměsi, mimo těžko rozložitelných. Osvědčuje se prolévání odpadní krví z jatek, fekáliemi, odpadními vodami (prostými chemikálií). Takové komposty lze upravit jako tzv. rychlokomposty, které rychle uzrávají a u nichž rychlost rozkladů podporujeme překopáváním v krátkých intervalech nebo přeoráním.

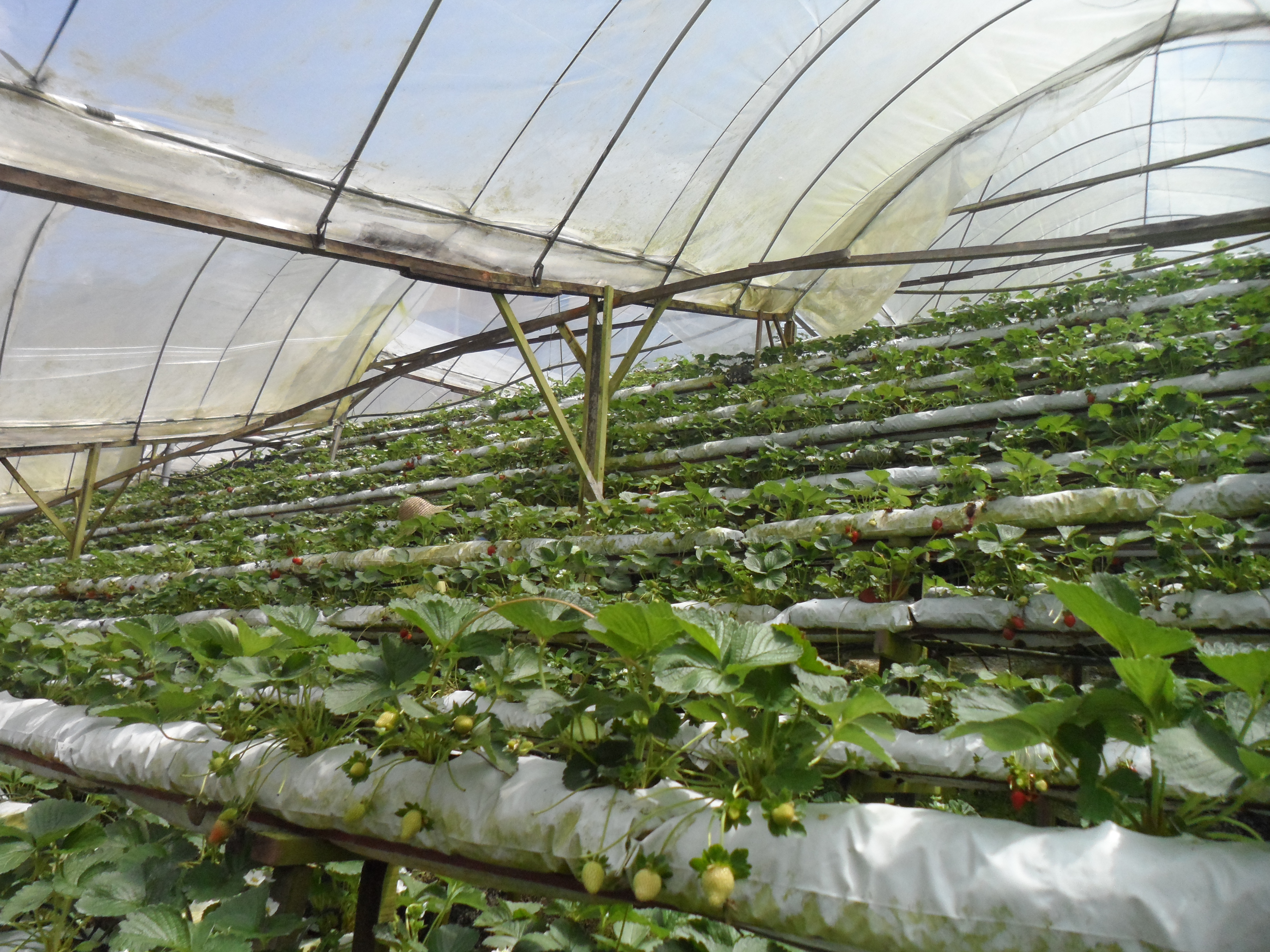
Jahody pěstované pomocí hnojivé zálivky (fertigation); použití hnojivé zálivky je u velkopěstitelů časté, nevýhodou metody bývalo například zanášení trysek

### Technika hnojení
Jahodník, podobně jako jiné polní plodiny, vyžaduje fyziologicky vyvážený poměr živin. Tento harmonický poměr byl pokusně objeven H. J. Bjarschem (1957) a jeví se takto: 2N:1P (P2O5) : 3K (K2O).
Zvýšení výnosů o 10—18 % bylo pak dosaženo při použití čistých živin: 100 kg N, 50 kg P, a 150 kg K. Tímto poměrem bylo dosaženo v druhém roce 82 kg plodů z aru, přičemž jakost 1A (výběr) splnilo 10 kg plodů, A (I. tř.) 43 kg plodů, B (II. tř.) 26 kg plodů a C (III. tř.) 3 kg plodů. Ve 3. roce stoupla sklizeň na 140 kg/a.
N. D. Spivakovskij (1951 a 1955) udává, že jahodník odčerpává z půdy značné množství živin, např. při sklizni 108 q/ha odčerpává tyto základní živiny: N 156 kg č. ž., P2O3 35,0 kg č. ž. a K2O 175 kg č. ž.; to svědčí o tom, že jahodník má ve vztahu k ostatním rostlinám největší potřebu živin. Podle pokusů M. N. Jazvického (1954) se jahodník liší v intenzitě odnímání živin, zvláště fosforu a dusíku tím, že má na ně větší požadavky v první polovině léta ve fázi kvetení a plodnosti, než ve druhé.

### Citlivost jahodníku na chlor
Podle pokusných zjištění (B. Havelka 1958) byly potvrzeny údaje Spivakovského a v orientačním pokuse, v němž bylo při hnojení použito výhradně průmyslových hnojiv, se v černopolní smolivce, jež je dostatečně zásobena fosforem, osvědčilo nejlépe hnojení za použití síranu amonného a síranu draselného (50 g čistého dusíku a 100 g čistého draslíku).
V druhé kombinaci, při hnojení dusíkato-draselném za použití ostravského ledku a 40% draselné soli, ačkoliv do půdy bylo dodáno stejné množství čistých živin, se ukázala kombinace hnojení síranovými formami draslíku a dusíku vhodnější než při použití chloridové formy draslíku a ostravského ledku. Přestože i kombinace chloridové formy draslíku a ostravského ledku dala velmi pěkné výsledky. Tato skutečnost opravuje dosavadní názor, že jahodník je citlivý na chlor, neboť použitá dávka 250 g 40% draselné soli obsahovala přibližně 100 g chloru.
Pokusně bylo zjištěno, při přihnojování jahod l% čistým solným roztokem (NaCl) během vegetace (Peiker), že chlor nepůsobil tak nepříznivě, jak se v literatuře tvrdí. Nejenže neklesla cukernatost u odrůdy Madame Moutot, ale přispělo to k lepšímu vybarvení a pevnosti dužniny. Tuto zkušenost ovšem nelze zevšeobecňovat.

### Doba hnojení
Jak prokazuje Peiker, je množství spotřeby živin a také druh jahodníkem žádaných živin přímo závislý na období roku, respektive fenofázi.
Minerální hnojiva lze dodávat ve 2 obdobích:
- Před počátkem vegetace a za vegetace, což ovlivňuje jakost sklizně téhož roku. Avšak přihnojení neovlivní diferenciaci pupenů ani množství sklizně.
- Po sklizni, což má rozhodující vliv pro sklizeň příštího roku, neboť přímo ovlivňuje diferenciaci normálních jednou plodících odrůd.

Výjimečně lze ovlivnit diferenciaci i během vegetace, ovšem jen u odrůd stále plodících, u nichž dochází k opakované diferenciaci, a tudíž ke stálé plodnosti. Podle pokusných výsledků je doporučeno dusíkaté hnojivo zapravit do půdy buď v předjaří, nebo ihned po odkvětu. Vhodná je menší dávka dusíku před květem. Peiker opakovaně poukazuje na fakt, že množství zakládaných květních pupenů závisí především na dodávce asimilátů a na tvorbě dusíkatých sloučenin (bílkovin), což je v úzkém vztahu s výživou a závlahou. Pohnojení rostlin i malými dávkami dusíkatých hnojiv lehce přijatelných po sklizni „na list“ nebo dokonce před koncem sklizně tak příznivě ovlivňuje plodnost v dalším roce.
Draselná a fosforečná hnojiva je doporučeno použít po sklizni (asi v polovině až koncem srpna). Použitím dusíkatého, lehce rozpustného hnojiva krátce před tím, ale v oddělené dávce je podpořena diferenciace pupenů a vývin odnoží, především u slabě odnožujících odrůd.
V lehkých půdách je nutné dodat pravděpodobně v předjaří ještě jednu dávku draslíku a fosforu po odstranění odnoží a očištění trsů.

### Startovací dávka dusíku
Dusík je základní prvek dodávaný rostlinám při výživě. Nedostatek dusíku vážně ovlivňuje růst a vývoj rostliny, tedy výnos. Ve většině případů je dusík absorbován kořeny rostlin ve formě dusičnanů (NO3−) rozpuštěných v půdním roztoku. V půdách s nízkým obsahem organické hmoty, jako jsou písčité půdy má Floridě, je přirozená výživa dusíkem nízká a je nutné přihnojení. U produkce jahod na Floridě se přihnojuje dusíkem během vegetačního období pomocí hnojivé závlahy (fertigation), nebo je aplikována startovací dávka do záhonu při jejich zakládání. Náklady se obvykle pohybují ve výšce 20 až 40 liber/akr.
Terénní studie byly provedeny v letech 2005 a 2006 v Gulf Coast Research and Education Center (GCREC) institutem University of Florida (publikováno 2007), v jemné písčité půdě s 1,2% organických látek a pH 7,2. Výsadba byla provedena do obvyklých vyvýšených záhonů. Výsadba byla prostokořenná, materiál pocházel z kanadských školek.
Jako startovací hnojivo byl použit ledek amonný ve výši 40 liber/akr. Hnojivo bylo zapracováno 4 palce hluboko do vrcholu záhonu. Poté byly záhony chemicky ošetřeny a ihned pokryty mulčem, černým vysokohustotním polyetylenem. Současně byla do středu záhonu zapuštěna hadice s kapkovou závlahou.
Výsledky pokusu ukázaly, že použitím startovací dávky dusíkatého hnojiva se nezlepšil měsíční nebo celkový výnos jahod. To naznačuje, že pěstitelé se mohou vyhnout startovací dávce dusíkatých hnojiv a získají stejné výnosy.
Používání dusíkatých hnojiv podle Peikera (1962) negativně ovlivňuje ujímání sazenic v období bezprostředně po výsadbě a je málo efektivní ve vztahu k výnosu.

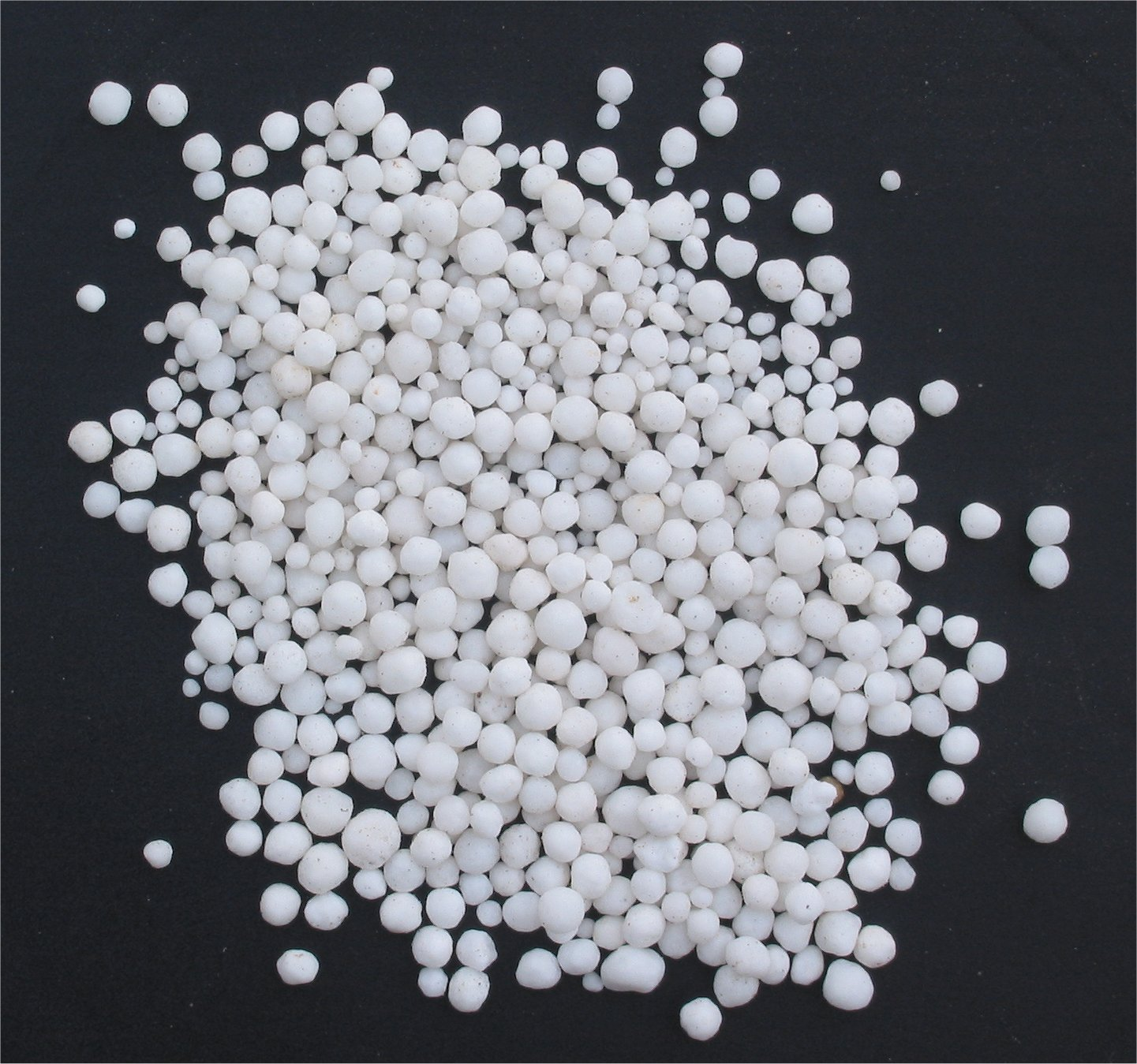
Ledek amonný s hořčíkem

### Mimokořenová výživa
Hnojení na list bylo (podle Blahy) použito již r. 1802 Humphry Davym. Zkoušky s mimokořenovou výživou byly také delší dobu konány v Sovětském svazu J. V. Jakuškinem (podle N. G. Žučkova 1954), který propracoval metodiku mimokořenové výživy tak, že jejích výsledků může být použito i u jahodníku.
Na počátku 21. století jsou již vyvinuty přípravky, buď v tekutém nebo krystalickém stavu, plná hnojiva, které lze na listovou výživu použít. Jsou-li použity v předepsané koncentraci a ve vhodném počasí, pak mohou být aplikovány bez rizika popálení listu.

### Výživa jahodníku podle fenofáze

#### Fáze růstu
V tomto období je nezbytné zásobní hnojení ostravským ledkem nebo v předjaří buď ostravským ledkem (2,5 q/ha), nebo síranem amonným (2,0 q/ha), nebylo-li přihnojení provedeno již po sklizni. V předjaří a zvláště před květem lze použít močůvky (1:4) nebo drůbežího zkvašeného trusu (1:7), a také zkvašené odřezky kopyt (rohové třísky) účinkují velmi dobře. Zředěných fekálií se u jahodníku nepoužívá, poněvadž obsahují mnoho chloridů. Není doporučeno je použít do kompostu nebo rašeliny. Nebyla-li kultura jahodníku přihnojena hnojeno draselno-fosforečnými hnojivy po sklizni, je třeba to provést v předjaří.

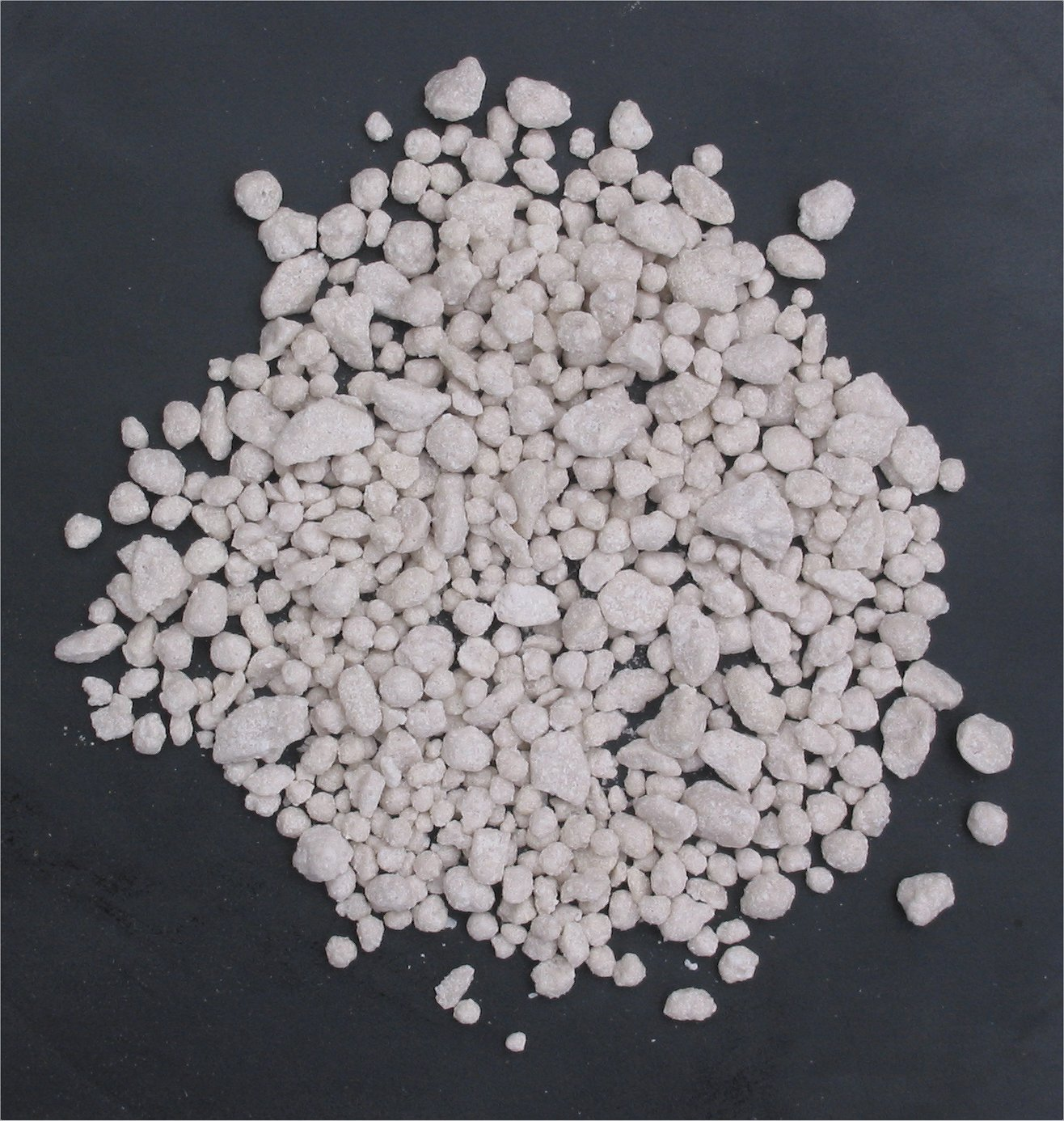
Síran draselný

#### Fáze kvetení
Ve fenofázi před květem a po odkvětu vyžaduje jahodník rozpustná fosforečná hnojiva, která podporují nasazování květů. V neutrálních půdách superfosfát, v podzolových termofosfát. Tato hnojiva lze přidat do močůvky (30 kg/hl) nebo použít v čistém vodném roztoku. Obě hnojiva se snadno vyplavují, proto je používáme těsně před působením. V této fázi práškovitými draselnými hnojivy vůbec nehnojíme, poněvadž způsobují okrajové spály listů. Výjimečně po dešti je lze použít v roztoku spolu s fosforečnými hnojivy, zvláště u stále plodících odrůd.

#### Fáze plodnosti
Ve fenofázi plodnosti jsou nejdůležitější rozpustná fosforečná hnojiva v kombinaci s hnojivy draselnými. Velmi vhodné jsou kompostní hnojivé směsi. Jinak se v této fázi uplatňuje posklizňové zásobní hnojení. K uplatnění těchto hnojiv je žádoucí opakovaná stružková závlaha.
Nejnáročnější jsou stále plodící odrůdy, které musí být vydatně zásobeny živinami a vláhou.

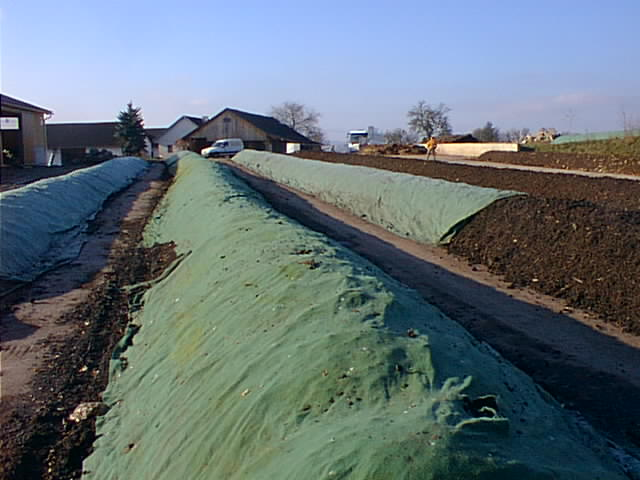
Kompostárna

#### Fáze diferenciace květních pupenů
Posklizňové nebo včasně podzimní (počátkem září) hnojení je rozhodující pro plodnost příštího roku. Naproti tomu dohnojování ve fázi kvetení a plodnosti rozhoduje o sklizni v témže roce.
Výzkumy M. N. Jazvického (1954) prokazují, že narušení fyziologicky vyvážené výživy rostliny v srpnu přivodí výrazné snížení plodnosti, což ovlivní i zakládání květních pupenů v témž roce a kvetení v příštím roce. Naproti tomu narušení výživy v časném jaře se odráží pouze v množství vytvořených květních stonků, ale nikoliv v celkové plodnosti.

### Projevy nedostatku a nadbytku živin u jahodníku

#### Nedostatek dusíku
Chloróza až dokonce bělavění (albikace) až žloutnutí listů. Nedostatek dusíku u jahod způsobuje špatný vývoj trsů, malý vývin plodů, zato však intenzívně vybarvených a lehce se uvolňujících při přezrání. Výzkumy ukázaly, že množství dusíku v lodyhách na podzim se zvětšuje až l,5 krát.

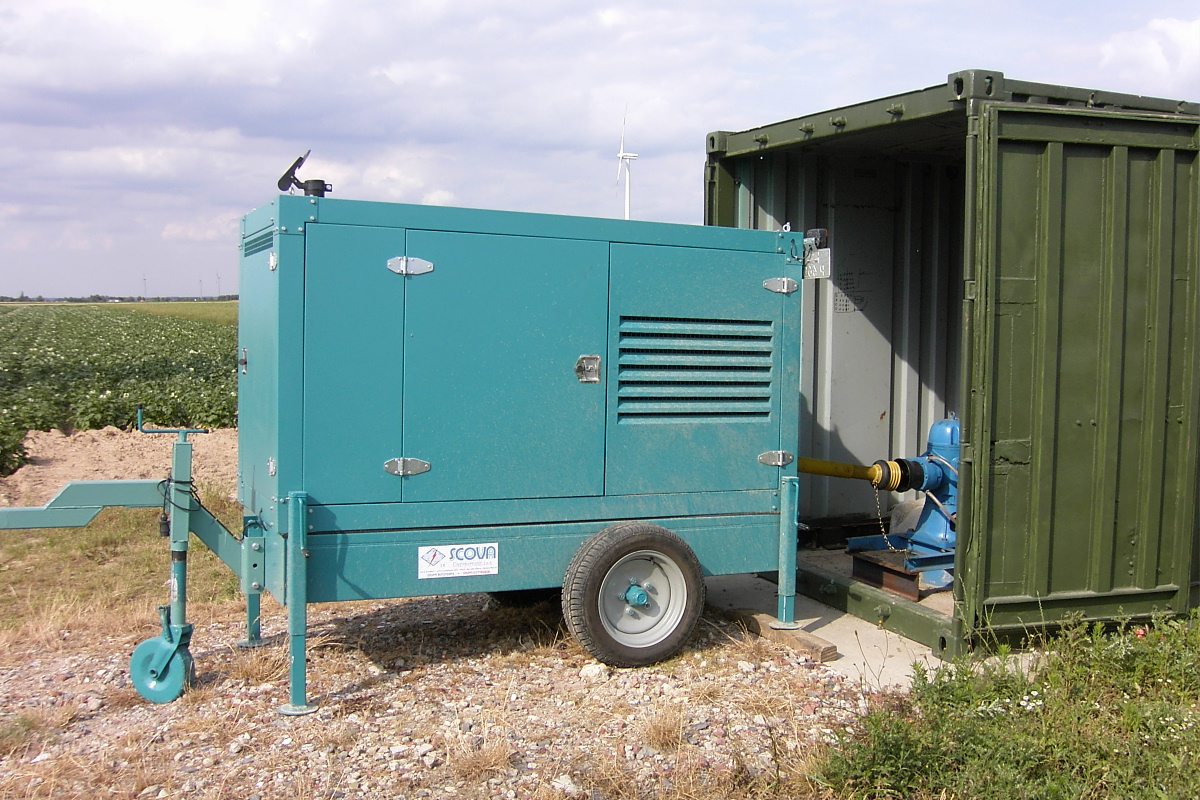
Zařízení sloužící k hnojivé zálivce pole jahodníku

#### Nadbytek dusíku
Snižuje výnosy, nepříznivě ovlivní vegetační dobu. Podporuje náchylnost k vymrzání a snižuje skladovatelnost a trvanlivost plodů (jsou vodnaté). Podporuje houbové choroby (plíseň šedá, padlí atd.). Projevuje se intenzívní zelení olistění.

#### Nedostatek fosforu
Nedostatek fosforu se projevuje zvláštním, temnějším odstínem listoví, který přechází až do purpurově červeného tónování. Listy jsou nápadně strnule vztyčené, rostliny slabě nasazují plody. Plody nevyzrávají. Vážný nedostatek se projevuje zasycháním mladších částí rostlin (tzv. spálami). Nedostatek fosforu se projevuje oslabeným růstem nadzemní části a zčervenáním listů. Plody jsou drobné, zaschlé a často mají nepříjemnou chuť.

#### Nadbytek fosforu
Nehrozí nebezpečí nepříznivých důsledků přehnojení.

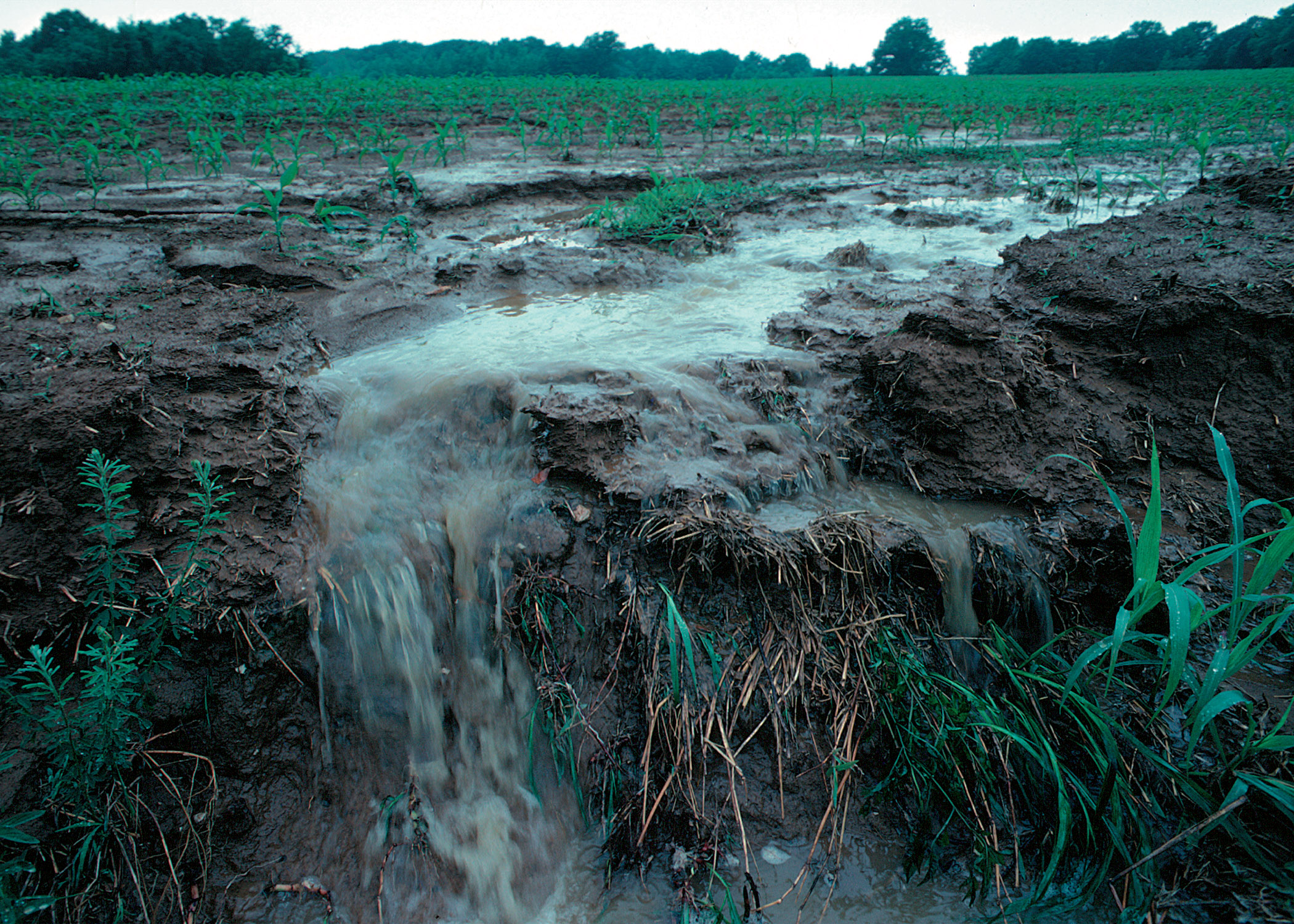
Splavování živin z půdy je časté především u propustných půd při deštích; způsobuje zejména vážné ztráty fosforu, při hnojivé zálivce kapkovou závlahou je nebezpečí splavení velkých dávek živin opravdu malé

#### Nedostatek draslíku
Nedostatek draslíku snižuje jakost plodů a výnosy. Projevuje se hnědočerveným až nafialovělým okrajem listů, které později zasychají, uzavírají se a stáčejí od okrajů dovnitř. Počáteční nedostatek se objevuje ve spodní části trsů a na odnožových rostlinách. Draslík je katalyzátor přijímání CO2, a ovlivňuje fotosyntézu. Jeho nedostatkem je snížena mrazuvzdornost rostliny a diferenciace pupenů. Plody mají snížený obsah cukru a jsou nevýrazné chuti.

#### Nadbytek draslíku
Za vegetace je škodlivý, způsobuje velmi často okrajové spály listů v okolí nervatury. Prospívá po sklizni nebo v předjaří, neboť ovlivňuje odolnost rostliny vůči mrazu. Přispívá k pevnosti dužniny, k zvýšení cukernatosti a účastní se diferenciace květních pupenů. Je v antagonistou sodíku (Na), který není jahodníku prospěšný.

#### Nedostatek vápníku
Nedostatek vápníku se u jahod projevuje se různými stupni chlorózy. Chloróza ovšem vzniká i z přebytku vápníku nebo ze zamokření půdy, popřípadě i ze sucha. Jahodník je velmi citlivý na přímé vápnění, zejména vápnění oxidem vápenatým (CaO), který silně zvyšuje pH půdy.

#### Nadbytek vápníku
Zabraňuje přijímání železa rostlinou, poněvadž se sloučeninami železnatými i železitými vytváří nerozpustné sloučeniny. Fyziologická chloróza se projevuje zelenou nervaturou se zežloutlou listovou čepelí. Chloróza způsobená viry se projevuje naopak.

#### Nedostatek hořčíku
Nedostatek hořčíku se u jahod projevuje chlorózou, žloutenkami i skvrnitostí listů. Podporuje usychání a opad listů odspodu a ztěžuje rašení. Vyskytuje se v půdách bohatých na draslík. Je v antagonistickém poměru s vápníkem. Způsobuje malý vzrůst rostlin a pestrost (síťkování) listů.

#### Nadbytek hořčíku
Ovlivňuje tvoření chlorofylu.

#### Nedostatek železa
Projevuje se chlorózou, vyskytuje často v silně vápenatých půdách, v nichž dochází k úplnému zabránění přijímání (resorpci) železa. Důvodem tedy není ani tak nedostatek železa v půdě, jako nadbytek vápníku a tedy neschopnost rostliny přijímat vázané ionty železa. Růst se při nedostatku železa tlumí, listové čepele blednou, rostliny trpí podvýživou a neplodí. K nedostatku železa je jahodník velmi citlivý, přestože málokdy v půdě železo chybí. Léčivě působí síran železnatý (zelená skalice)

#### Nadbytek železa
Je spíše vzácný a lze se s ním setkat v půdách zamokřených, kde dochází k převaze redukčních procesů nad oxidačními. Železo však samo o sobě působí na rostliny jedovatě a jeho účinek je antagonistický. Sloučeniny železité (barvy rezavě hnědé) nejsou tak nebezpečné jako železnaté. Jsou to obvyklé modrozelené jíly.

#### Nedostatek boru
Projevuje se v písčitých půdách špatným růstem rostlin. Lze aplikovat borax nebo 0,1% postřik H3BO3 (kyseliny borité) na list.

#### Nadbytek boru
Silně alkalizuje půdu, zvláště při použití boraxu. V důsledku toho se objeví okrajové spály listů až úplné zasychání a odumírání rostlin.

#### Nedostatek zinku
Je nedostatkovým stopovým prvkem všude tam, kde jako předplodiny bylo použito vojtěškotravní směsky. Projevuje se chlorózami, drobným a sklopeným listem, někdy všeobecným odumíráním listů. Přidává se do půdy pomocí síranu zinečnatého (ZnSO4), tzv. bílé skalice.

#### Nedostatek mědi
Projevuje se chlorózou. Dodává se v podobě síranu mědnatého, tzv. modré skalice.

#### Nedostatek manganu
Projevuje se zakrslostí listů i odnoží. K poškození listů dochází ze spodní strany listů, kde se objevují se okrajové žloutenky s nervaturou v těch místech sytě zelenou a červenými pruhy mezi nervaturou listů. Je v antagonistickém vztahu se železem a hliníkem.

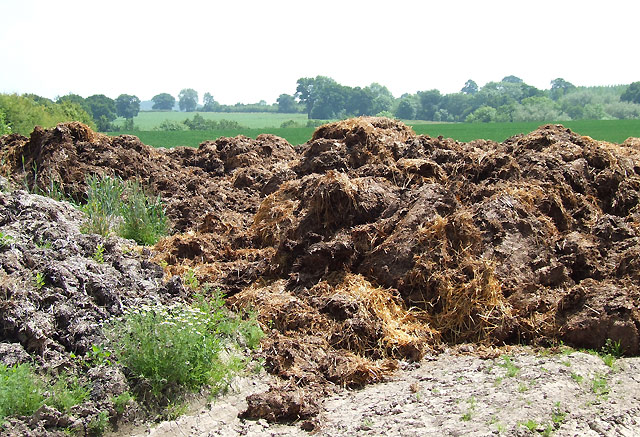
Chlévská mrva

#### Nadbytek manganu
Projevuje se vyšším tvořením barviv (antokyanů) v listech, ke vzniku dochází na podzim před zámrazem, proto se listy barví do fialova. Má vliv na vybarvování jahod. Stopově je obsažen v Thomasově moučce.

#### Nedostatek kobaltu a molybdenu
Projevuje se chlorózou i žloutenkami nejrůznějších typů a kadeřavěním listů. Molybdenem chybí zejména tam, kde jsou chudé fosforečno-vápenaté půdy, tzv. „smolivky“.

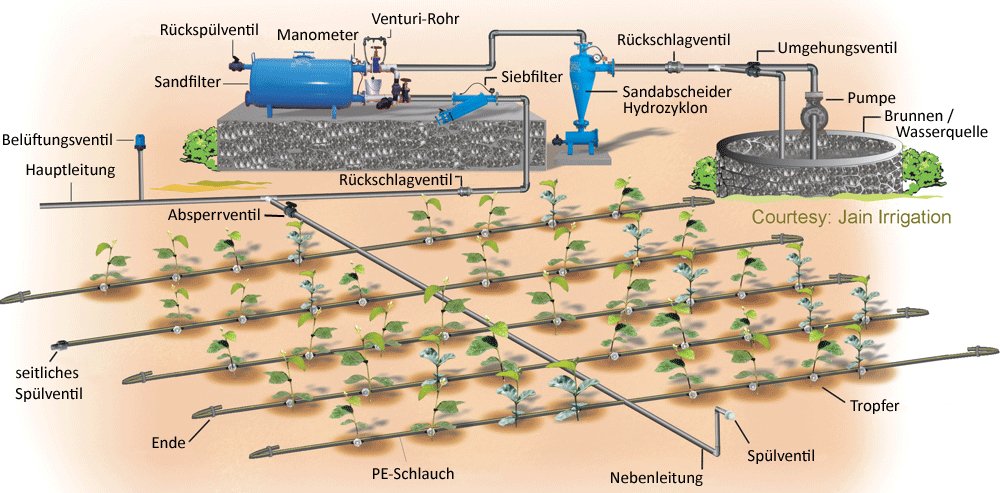
Zálivka kapkovou závlahou

### Rozvržení pozemku výsadby
Pozemky určené k výsadbě se soustavou cest jsou před výsadbou rozděleny na menší plochy (tabule), tím se usnadní přístup. Vzhledem k mechanizaci nemají být plochy (tabule) kratší než 100 m. Je třeba důkladně rozvážit velikost výsadby, je považováno za vhodnější plochu rok po roce po nabytých zkušenostech zvětšovat, než se přímo rozhodnout pro velkou výsadbu. U velkých výsadeb není doporučeno překročit výměru plochy 2,5—3 ha. Velikost výsadby mohou ovlivnit nejen přímo nároky rostlin, ale spotřeba práce a možnost zajistit dostatek pracovních sil i mechanizačních prostředků. O velikosti výsadby rozhoduje též reliéf terénu a krajina.
Hlavní cesty výsadby, které jsou základními komunikacemi, bývají 3–5 m široké. Vnitřními cestami širokými 1—1,5 m se rozdělí tabule na pruhy o šířce 80–100 m. Šířka hlavních spojů bývá volena podle použitých dopravních prostředků. Pro koňské potahy postačovala šířka 3 m, pro traktory a těžkou mechanizaci je to 4 m a při použití automobilů bývá použita cesta až 5 m šířky. Nejvhodnějším tvarem jsou plochy ve tvaru rovnoběžníku, které usnadňují mechanizaci kultivačních prací. Řádky ve výsadbě jsou obvykle vedeny rovnoběžné s hlavní delší stranou pozemku, avšak na svažitých pozemcích jsou zvoleny vhodněji řádky napříč svahu, tj. ve směru vrstevnic, čímž se významně ovlivní zadržování vláhy a omezí se eroze půdy.

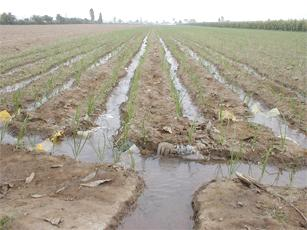
Zálivka pomocí rýhy

### Obdělávání půdy
Jedním z hlavních možností jak hospodařit s půdní vláhou je soustavné kypření půdy, které přispívá k zadržování vláhy. Jedno okopávání je účinnější než několikerá závlaha. Pokusné výsledky svědčí o tom, že opožděné kypření snižuje sklizeň až o 40 i 45 %.
Při první jarní okopávce se přikročí k očištění rostlin od odumřelých suchých listů, které se shromažďují, odvážejí a ihned spalují. Tím je omezováno nebezpečí hromadného rozšíření bílé skvrnitosti listů jahodníku (Mycosphaerella fragariae (Tul.) Ldal.).
První okopávka i plečkování bývá hlubší, později za vegetace je kypření půdy mělčí, zejména v blízkosti rostlin, aby nebylo porušeno kořenové vlášení.

### Mulčování
Jako mulč není vhodná sláma a seno, protože udržují větší vlhkost a šíří se z nich choroby. Doporučuje se nastýlat řezankou nebo rákosovými rohožemi. Obvykle používaným materiálem je silná černá fólie. Fólie se pokládá na hrůbky, do kterých se vysazují jahody, aby voda stékala dolů a neudržovala se voda zbytečně přímo u rostliny. Mulčování fólií omezuje výrazně nutnost agrotechnických zásahů, někdy včetně omezení potřeby agrochemie, zlepšuje vláhové poměry a udržuje teplo. Hustá tkanina nebo fólie je používána profesionálními pěstiteli v ČR i na území, které nejsou součástí ČR. Fólie časem podléhá degradaci.
Sláma je přes své negativní vlastnosti, jako šíření chorob, plísně, škůdci, odebírání živin při rozkladu, velmi častý výskyt hlodavců, doporučována pěstiteli z území, která nejsou součástí ČR, jako vhodný mulč.

### Výsadba
U měsíčního jahodníku nebývá doba výsadby přesně ohraničena. Při příznivém počasí vysazujeme rostliny, jakmile se jim řádně vyvine 4 až 5 listů, a to od dubna až do září.
Zdravé a vyvinuté sazenice jednouplodícího a stáleplodícího jahodníku jsou vysazovány buď na jaře (duben, květen), nebo na podzim (srpen, září). Výhodou nákupu od výrobce sadby by měl být především dobrý zdravotní stav a kvalita. Na kvalitu a zdravotní stav nemá na počátku 21. století vliv, zda jde o import nebo místní zboží, kvalita sazenic dovážených ze západní Evropy někdy bývá velmi nízká.
Výhodou jarní výsadby jednouplodícího jahodníku je, že na podzim v roce výsadby jsou již sazenice tak silné, aby dobře přezimovaly (menší výpadek vymrznutím) a vytváří již odnože, které je možno rozsadit na místa uhynulých po výsadbě. Nevýhodou je nezbytnost vydatné zálivky. Je li prováděna vydatná zálivky, lze počítat se (malou) sklizní již v prvním roce. Rostliny vysazené na podzim netrpí obvykle při zakořeňování letním suchem a horkem ale využívají zimní vláhy a obvykle se snáze ujmou. Slabé, přehnojené a špatně přepravované nebo špatně ošetřované sazenice ovšem snáze vymrznou.

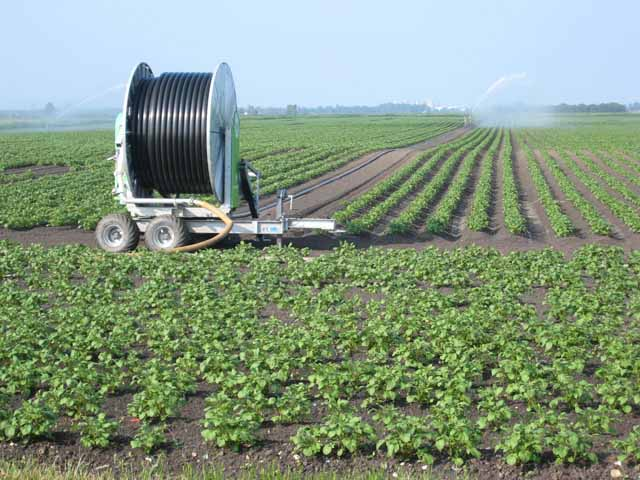
Zadešťovače se samonavíjením a kropicí tryskou na ližinách

#### Podzimní termín
Všeobecně se však v praxi vysazuje koncem srpna až začátkem září. Počasí v této době bývá pro ujímání sazenic velmi příznivé a jsou k dispozici silné sazenice. Do příchodu prvních mrazíků mají rostliny vysazené v tomto období ještě dostatek času řádně zakořenit i vyvinout květní základy. Při výsadbě sazenic s kořenovými bály by měla být výsadba ukončena nejpozději v polovině října.
Harant uvádí, že výsadba má být provedena tak časně, jak to je jen možné. V případě vlastních odnoží je ovšem především třeba, aby byly sazenice pro výsadbu dobře vyvinuty. Harant v knize Jahody popisuje, že v osmdesátých letech 20. století jsou odborníky doporučovány stále časnější termíny výsadeb aniž by bylo možné sehnat v dané době kvalitní sadbu. „Vysazovaly se tedy slabší rostliny a pěstitelé se pak snažili všemožným intenzivním ošetřováním (závlahou a přihnojováním, zejména dusíkatými hnojivy) tento nedostatek vyrovnat. I přes toto úsilí se však sazenice špatně vyvíjely a rostly velmi pomalu. Ani předpěstování, vlastně přirychlení sadby v pařeništi, nepřinášelo očekávaný úspěch.“ Z toho Harant vyvozuje, že za běžných podmínek je velmi časná výsadba vhodná pouze v příznivějších klimatických podmínkách nebo v příznivých ročnících, kdy se dostatečně silné sazenice vyvinou časněji.
Je-li k dispozici sadba (např. frigo sadba), lze jahodník vysazovat po celé vegetační období. Nejvhodnější doba výsadby záleží na místních půdních a klimatických podmínkách, připravenosti pozemku pro výsadbu i stavu sadby a způsobu, jakým pěstitel zamýšlí jahodník pěstovat.
V klimaticky příznivých podmínkách je výsadba obvykle prováděna (nejčastěji při řádkovém způsobu pěstování) v pozdním létě, tedy asi od 20. července do 20. srpna. Pro tento termín výsadby je důležitá dostatečná vlhkost půdy nebo možnost dokonalého zavlažování. Výsadba do příliš suchých půd je naprosto nevhodná. Naprosto nedostatečné také je, je-li možné zajistit zálivku pouze při výsadbě. Z takové péče většina rostlin uhyne nebo rostliny nerostou a začnou se vyvíjet teprve s příchodem srážek. V té době ale už bývají zeslabeny suchem. Je-li však při časné výsadbě silných sazenic možno vydatně zalévat, založí se květní základy během srpna a září, rostliny dobře přezimují a důsledkem toho je i odpovídající dobrá sklizeň hned v příštím roce.

#### Jarní termín
Jarní výsadba se doporučuje především tehdy, pokud pozemek pro pěstování jahodníku nebyl včas připraven, byla-li sadba příliš slabá nebo je-li záměrem vysazovat pásovým způsobem. Velký význam má jarní výsadba především ve vyšších polohách, kde hrozí že by sazenice vymrzly.
Sadba používaná pro jarní výsadbu bývá obyčejně velmi dobře vyvinutá. V jarním termínu je výsadba provedena obvykle v polovině až koncem dubna. Má být provedena v období, když rostliny začínají vytvářet nové listy, povrch půdy částečně oschl a půda se alespoň trochu ohřála. Zejména ve vyšších polohách v tomto období pak, kromě zálivky při výsadbě, nebývá mnohdy další zavlažování nezbytně nutné. V teplejších oblastech, kde bývají jarní měsíce sušší a vzdušná vlhkost velmi nízká, je však pro jarní výsadbu vydatné zavlažování podmínkou.

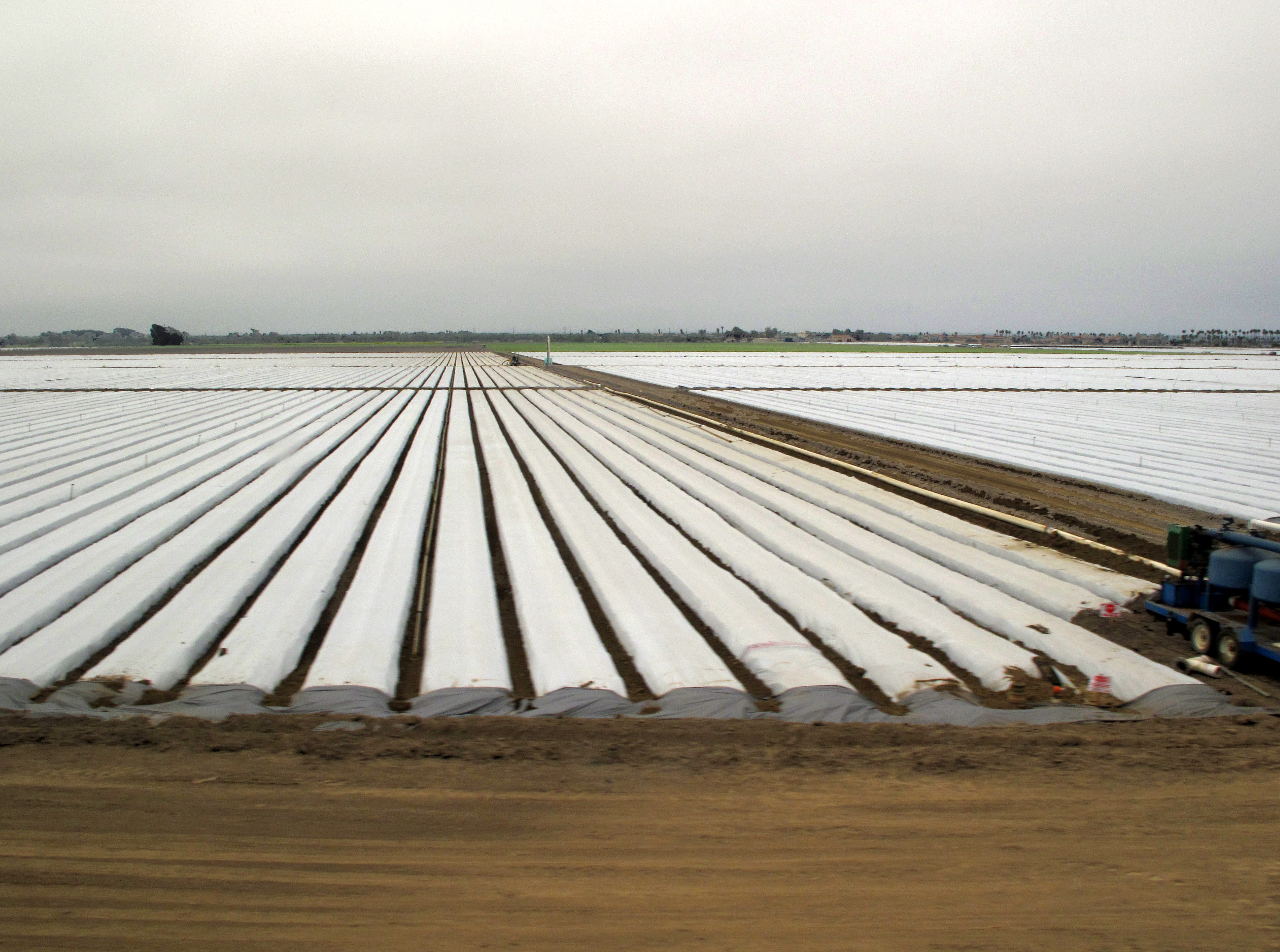
Příprava záhonů namulčováním fólie.
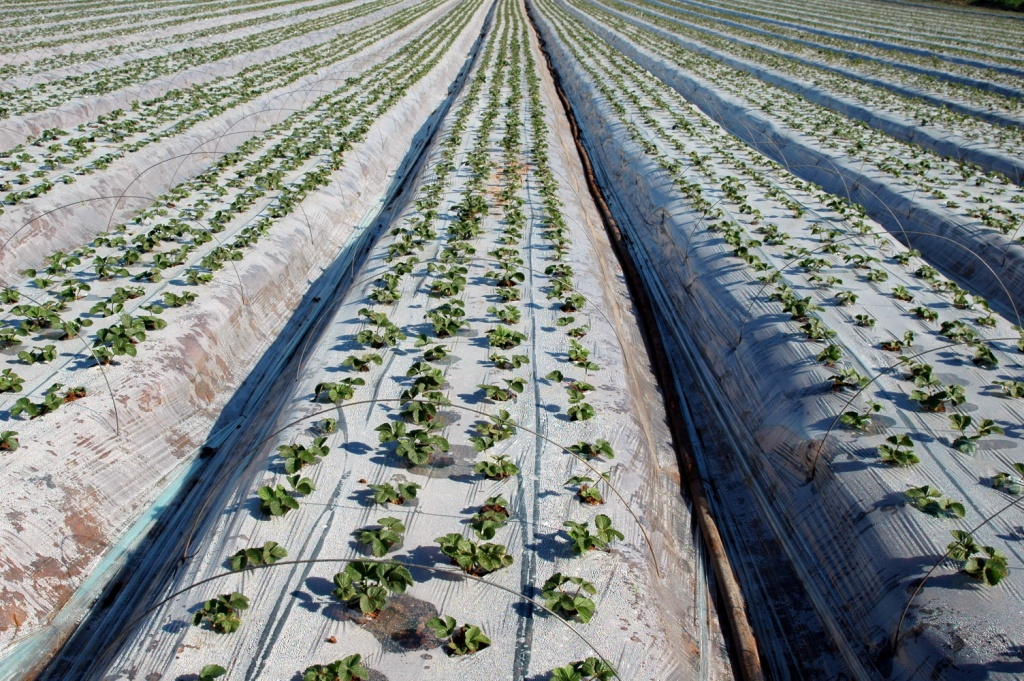
Hrůbkový způsob, záhony po výsadbě. Izrael.
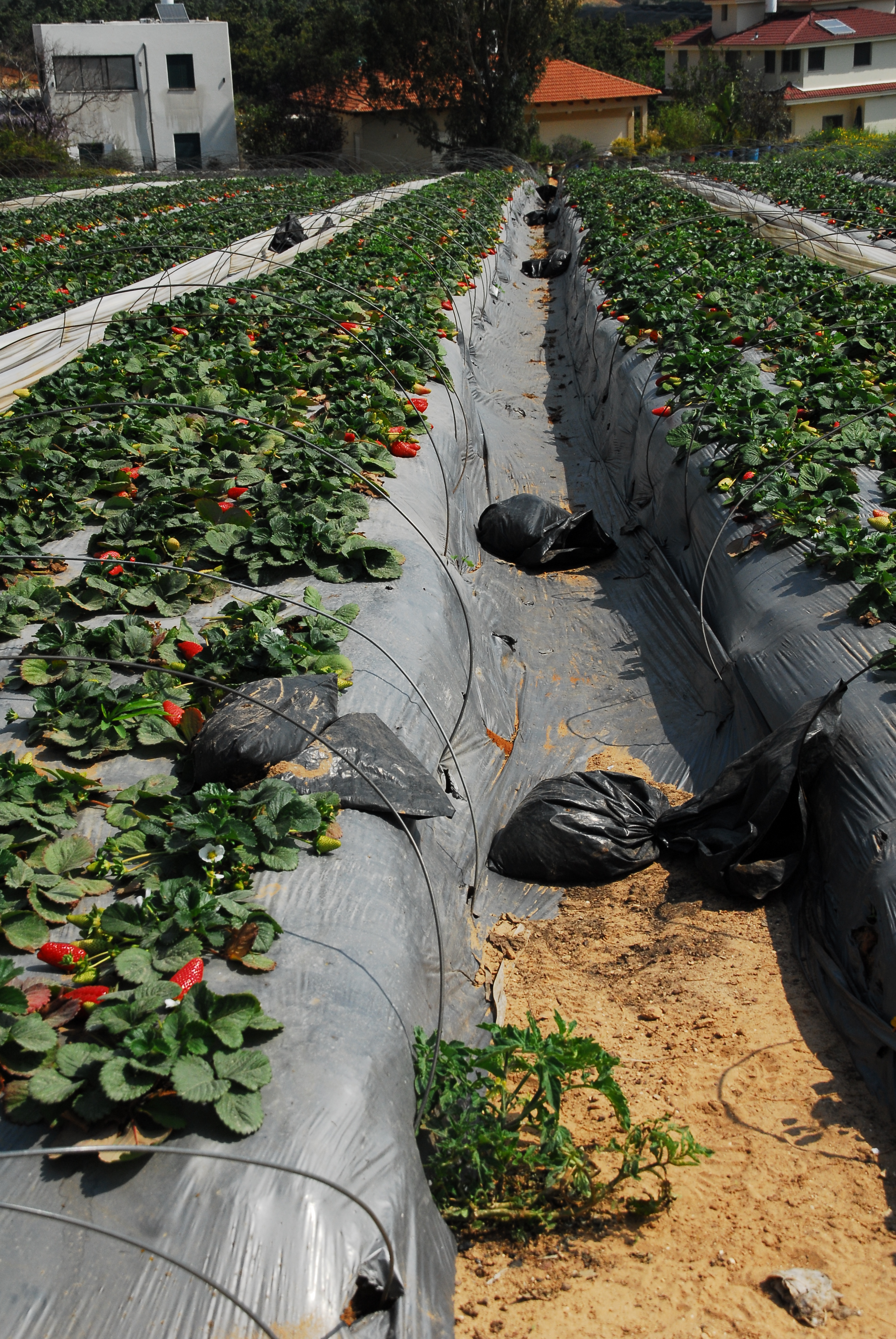
Pěstování jahodníku v Izraeli.
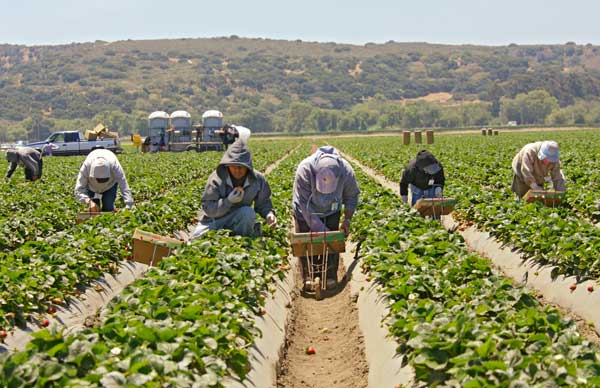
Hrůbkový způsob pěstování, sklizeň, Kalifornie.
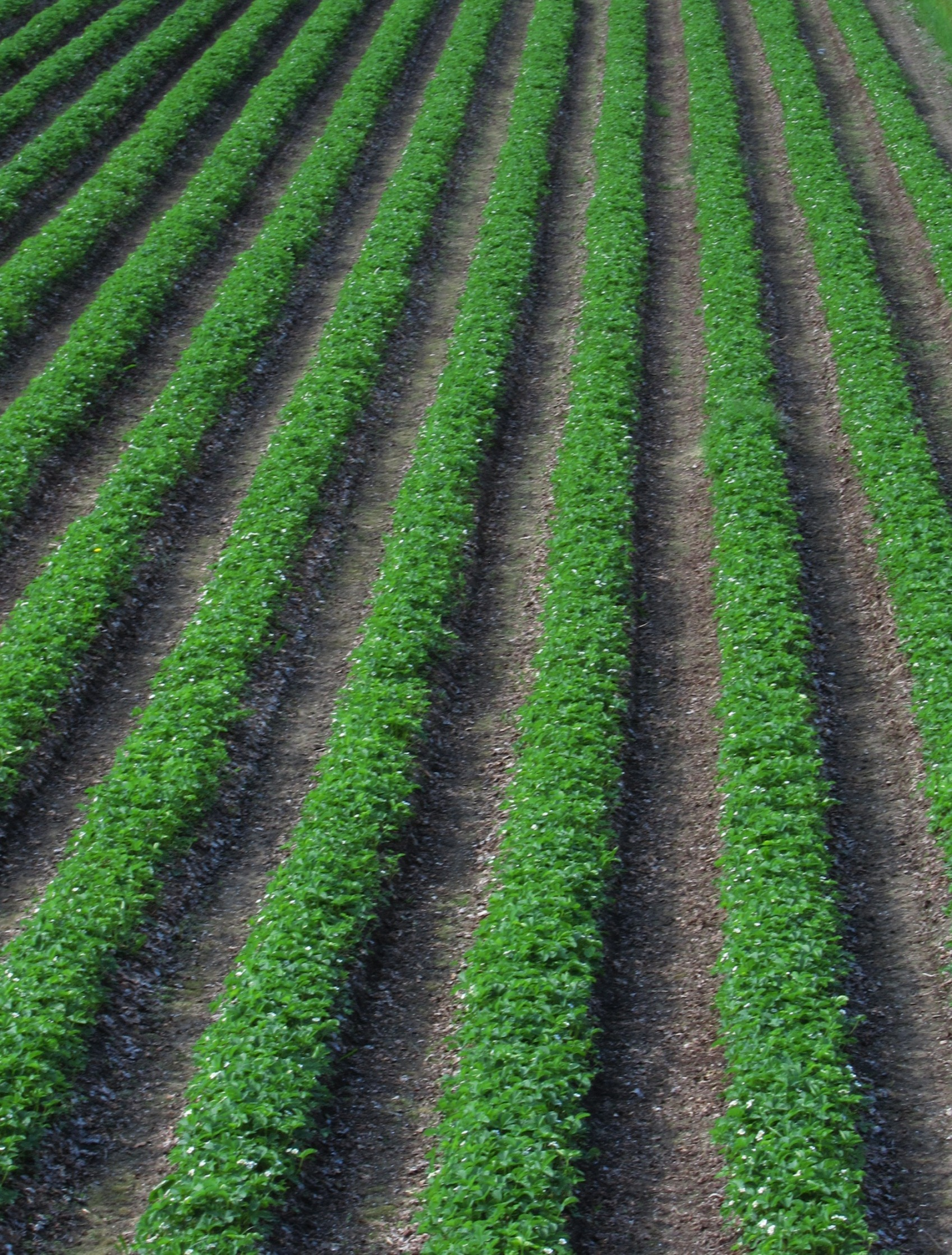
Zapojený porost během vegetace.

#### Spon
Při vlastní výsadbě má být používán takový spon, aby počítal s rozprostřením odnoží. Je více způsobů jak jahody vysazovat aby vytvořily požadované záhony, nebo jak je sázet na hrůbky (nahrnuté zvýšené záhonky).
Různé způsoby výsadby jahodníku mají mnoho názvů, ale v podstatě lze rozlišit dva základní typy – výsadbu řádkovou a výsadbu pásovou. Přechodem mezi řádkovou a pásovou výsadbou je pěstování jahodníku v zahuštěných řádcích, přičemž tento způsob do určité míry spojuje výhody řádkového a pásového způsobu. Od způsobu udržováni jednotlivých trsů se liší tím, že v řádcích mezi jednotlivými rostlinami jsou vznikající odnožové rostliny ponechány, aby volně zakořenily.

##### Pásový způsob
Pro pásový způsob se vysazuje obvykle jahodník na jaře. Vysazené rostliny během vegetace dostatečně odnoží, a proto lze zvolit řidší spon. Pro pásovou výsadbu vhodné odrůdy s řidším olistěním, protože vzniká zahuštěný porost s vyšší vzdušnou vlhkostí. Vzrůstné odrůdy s hustými trsy zde trpí botrytidou, a to zejména ve vlhčích letech.
V prvním sklizňovém roce tvoří porost mladé, jednoleté rostliny a porost je poměrně hustý. Z takové výsadby lze při zálivce v dobrém roce získat sklizeň poměrně vyrovnaných plodů převážně I. jakosti. Ve třetím sklizňovém roce se projevuje pokles ve výnosech.

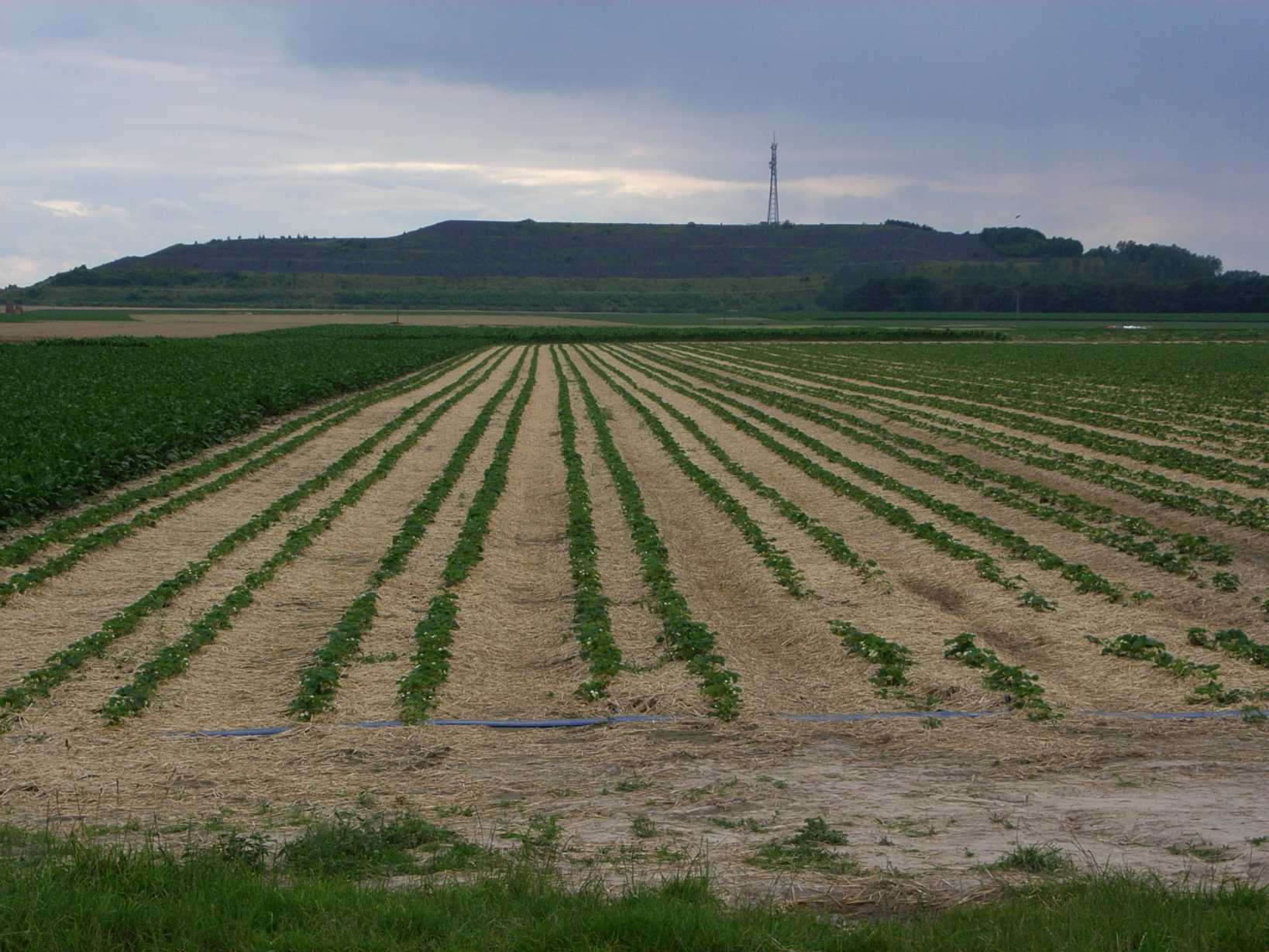
Takzvaný dvouřádkový způsob, vytváří se hustší porost než u jednořádkové výsadby, ale řidší než u pásové

##### Hrůbkový způsob
Hrůbkový způsob je jednou z variant řádkové výsadby. Má smysluplné použití na zamokřeném pozemku, omezuje negativní vliv stanoviště. Na běžných stanovištích dochází k prosychání hrůbků. Aby byl negativní vliv vysoké hladiny spodní vody alespoň omezen, je jahodník vysazován na hrůbky nebo záhony vyvýšené nad terénem asi 20 až 30 cm. Pro lepší proudění vzduchu a menší vlhkost zde jahody méně trpí hnilobou a pro lepší oslunění i drive dozrávají. Mulč omezuje významnou pracnost údržby u tohoto způsobu výsadby. Hrůbkový způsob výsadby, s namulčováním textilií se používá v Kalifornii, je zde využito kapkové závlahy vedené v půdě (hrůbcích).

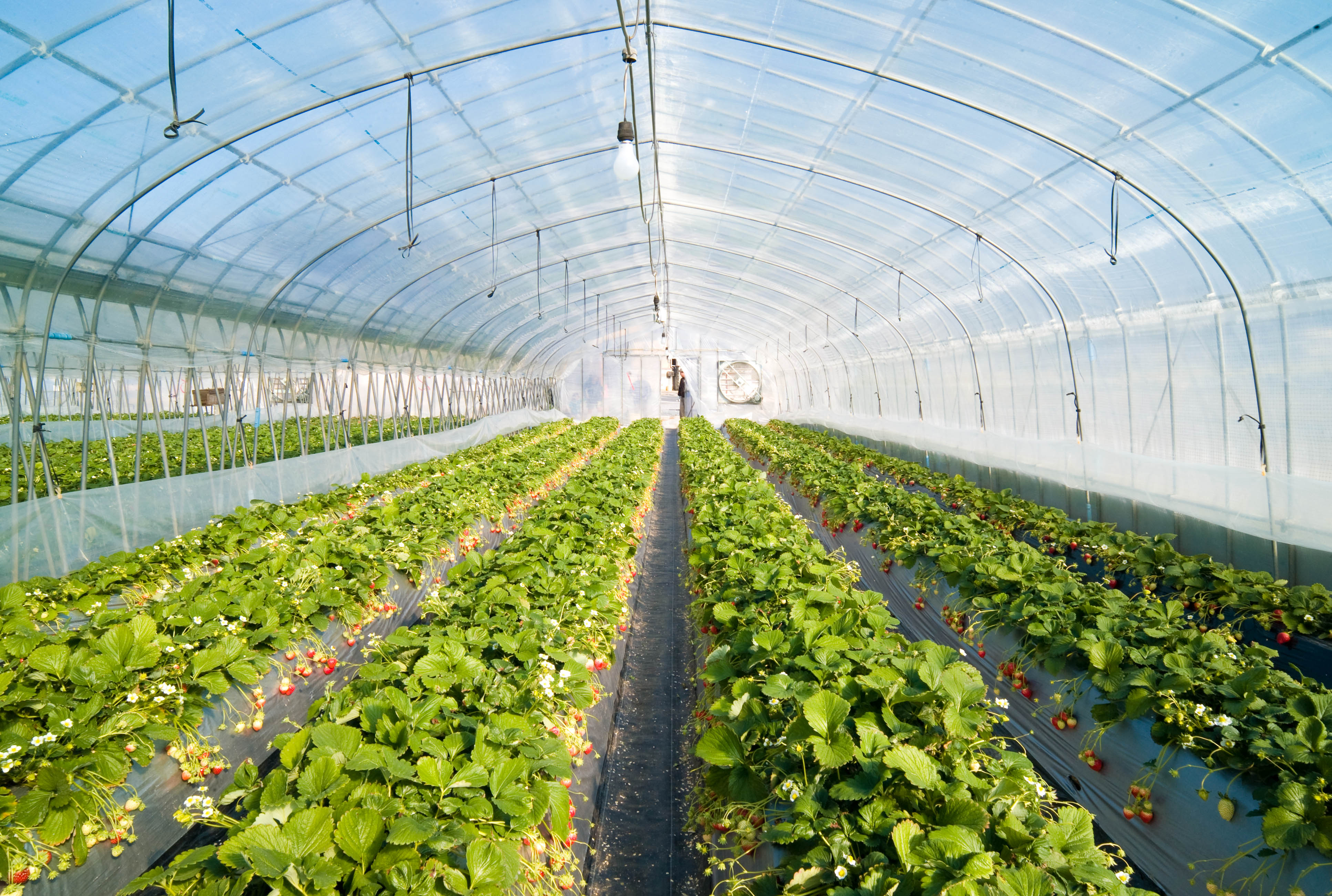
Pěstování jahod na hrůbcích pod vegetačním krytem

#### Výsadba rostliny jahodníku
Výsadba sazenice má být provedena tak, aby byla jamka velká dost na rozprostření kořenů rostliny. Srdéčko má být na úrovni půdy a kořeny jsou rozprostřeny, netrčí ale ven z půdy. Výsadba příliš mělká, kdy jsou kořeny nad povrchem, může způsobit, že rostlina neroste a kořeny vyschnou. Výsadba příliš hluboká může také poškodit pěstované jahodníky.

### Zálivka
Jahodník je rostlinou vysloveně vláhomilnou. Plody, které se vlivem přechodného nedostatku vláhy, působícího třeba i krátkodobě (hlavně v počátku intenzivního narůstání), zastaví v růstu, poté již málokdy (a to ani při pozdější vydatné závlaze), dorostou uspokojivé velikosti. Mívají pak houbovitou konzistenci, jsou chuťově velmi podřadné a většinou již neupotřebitelné. Protože dešťové srážky bývají zřídkakdy tak vhodně načasovány, aby se jimi v půdě udržovala ideální vlhkost, je nezbytné při pěstování jahodníku počítat se zálivkou.
V zahraničí (např. USA, Izrael, Německo, Anglie) je k zavlažování jahodníku velmi často používána hnojivá zálivka. Výživa je vedena spolu s vodou jako kapková závlaha přímo k rostlinám. Tato technologie omezuje náklady na hnojení a potřebu zálivky, omezuje potřebu agrotechnických opatření (narušování škraloupu a odplevelení) avšak obvykle jsou velmi výrazně zvýšené náklady na technologii závlahy, zejména dokonalé čištění vody. Vzhledem k nákladům se v ČR technologie kapkové závlahy, hnojivé závlahy ani hydroponie v jahodárnách nepoužívá a jahodníky jsou pěstovány podobně jako jiné polní plodiny (např. salátové okurky) a ani pěstování na fólii již není v současnosti (2013) ve velkovýrobě příliš rozšířené.
Množství závlah závisí především na prostředí, které je charakterizováno půdou a klimatem (výší teplot, osluněním stanoviště, pohybem vzduchu, srážkami), fenofází rostliny, dále jsou to odrůdové vlastnosti a požadavky, které o tom rozhodují. Proto také v aridních oblastech jižní Moravy ale i všude v oblastech srážkově nedostatkových, závisí úspěch jahodaření jak v množitelských porostech, tak i v produkčním jahodářství na závlaze. Závlaha je v 19., 20. a 21. století nezbytná, a podle odhadů z 20. století bude i nadále na území ČR nutná. Jahodaření bez závlahy je nemyslitelné nejen ve velkoprodukci, ale i u matečních množitelských porostů. Na počátku vegetace nebývá až do doby květu nutné používat závlahu, pokud je v půdě zásoba zimní vláhy. Největší nároky na zálivku mají jahodníky v době od počátku kvetení do počátku zrání plodů. Přísušky na počátku sklizně, mohou nejen snížit výnosy, ale i velikost plodů.
Závlaha jahodníku má význam tehdy, když půda přestává být vlhká a má sklon ke ztvrdnutí a vysychání.
Příliš častá zálivka není vhodná, protože:
- zvyšuje potřebu okopávek (odstraňování půdního škraloupu)
- zvyšuje vzdušnou vlhkost, což je nežádoucí hlavně v podobě násady plodů, v době zrání nezaléváme vůbec
- vlhkost může výrazně napomoci šíření botrytidy
- při vydatných a častých zálivkách se může půda i přemokřit, což má pak na vývoj rostlin nepříznivý vliv.
- kořeny v příliš vlhké půdě trpí nedostatkem vzduchu
- přemokřená půda se hůře prohřívá.

V ČSSR bylo v letech 1957 a 1959 zřejmé, co znamená kriticky suché období v době kvetení a plodnosti. Porosty trpící nedostatkem vláhy měly nevyspělé plody a nízké sklizně. Jahodník je třeba zavlažovat (Peiker uvádí nejméně 4—6 krát) podle potřeby během celé vegetace. Množství vody spotřebované k závlaze závisí na vydatnosti závlahy. Při středně vydatné závlaze se průměrně spotřebuje asi 300—400 m3 vody na 1 ha, kdežto při zvýšené závlaze asi 600—800 m3 na 1 ha.

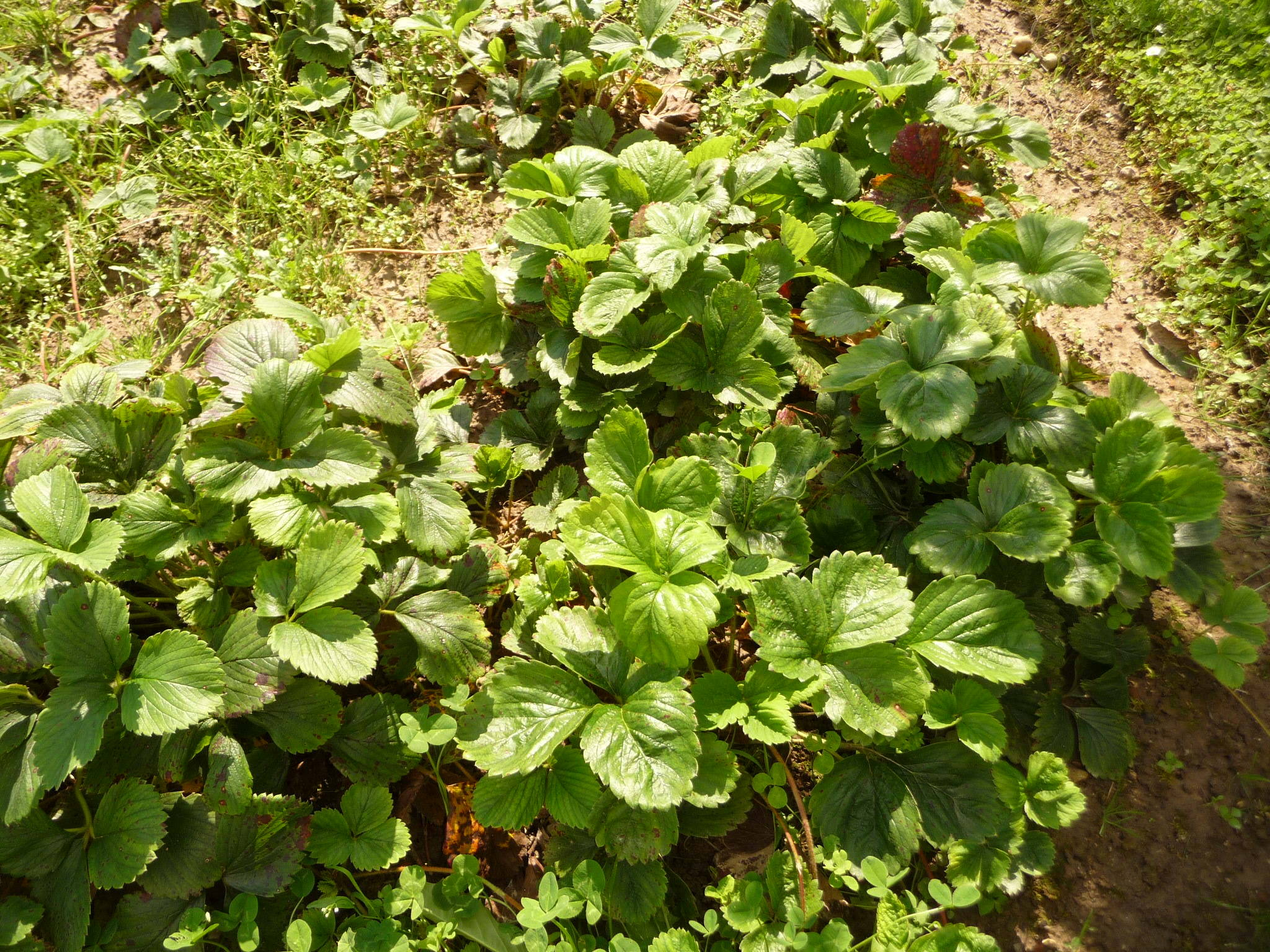
Jahody na záhoně malopěstitele – matečná rostlina se šlahouny a dceřinými rostlinami

V přímém poměru k závlaze je nejen velikost plodů, ale i celková sklizeň. Peiker uvádí, že „je jistě rozdíl, sklidíme-li z 1 ha 25—50 q plodů nebo až 120 q.“ A jako příklad Peiker uvádí Výzkumný ovocnářský ústav I. V. Mičurina, který, jak sděluje A. A. Novikov (podle N. G. Zučkova 1954), těchto sklizní při doplňkové závlaze skutečně dosahoval. V Tambovské oblasti, kde nebylo zavlažováno, se sklizně pohybovaly jen kolem 20 q/ha.
Vydatnější zálivka během vegetace je třeba u odrůd stáleplodících a v souvislosti s hnojením, kdy zálivka zlepšuje dostupnost živin v hnojivech. Stává se také , že rostliny neutrpí během zimy nízkými teplotami ale suchem, zvláště v bezsněžných zimách a holomrazech (jako r. 1957) a Peiker proto doporučuje vydatnou zálivku v podzimním období před příchodem mrazů (září).
K závlaze je nejvhodnější měkká voda říční, potoční nebo rybniční, poněvadž má nejvhodnější teplotu, která odpovídá prostředí. Voda studniční již není tak vhodná, voda znečištěná průmyslově je často zcela nevhodná. Vlahá měkká voda velmi příznivě ovlivňuje růst. Naproti tomu tvrdá voda ho brzdí a zejména značné množství solí vápníku nepřispívá k nejlepšímu zdravotnímu stavu rostlin.
Při dodržení závlahových norem (aspoň 7 závlah) se sklizeň zvýšila až o 30 % a průměrná váha plodu až o 15 %. V nejsušších oblastech v zahraničí, zvláště v bývalém SSSR, se zmnožuje až na 13 závlah. Zvýšení počtu závlah nad 13 nevykazovalo žádného dalšího váhového ani sklizňového přírůstku (podle sdělení vědecké výzkumné stanice R. R. Schroedera, podle N. G. Žučkova 1954.)

### Způsob závlahy
Jsou rozlišovány tyto způsoby závlahy: kapková, stružková, zátopou a postřikem. U většiny plodin mají tyto způsoby různé výhody a nevýhody.

#### Kapková závlaha
Je pro jahodník vhodná z hlediska omezení šíření chorob rozstříkem a efektivitou při nakládání s vodními zdroji. Je třeba kvalitního nebo čištěného zdroje vody, jinak nastává zanášení hadiček a kapkovačů. Metoda je náročná na technickou přípravu a vybavení a může být překážkou pro agrotechnické práce v porostu.

#### Závlaha stružková
Závlaha stružková patří mezi nejvýhodnější. Závlaha se provádí stružkami vytvořenými (brázdičkami) v meziřadí. Brázdičky jsou vytvořeny z obou stran řádků ve vzdálenosti 8—10 i 15–20 cm od řad nebo pásů do hloubky 6—8–10 cm a v šířce 25–30 cm. Jakmile voda ve stružkách vsákne, rýhy se ihned zahrnou kyprou zemí, aby se zabránilo vypařování vody povrchem půdy.

#### Závlaha zátopou
Tento způsob závlahy by byl možný jedině při způsobu hrůbkovém, jehož se však v oblastech ČR nepoužívá. Rýhy mezi řádky slouží k odvádění vody. Na plantážích v ČR by byla možná závlaha zátopou pouze po sklizni a jen tak, aby netrpěla srdéčka rostlin. Nevýhodou hrůbkového systému vzhled k závlaze je prosychání, zeslabený růst a přísušky během vegetace, zvláště v těžkých půdách.

#### Závlaha postřikem
Závlaha postřikem je možná ve fázi růstové a ve fázi přípravy tvoření květních pupenů. Ve fázi kvetení nepřichází v úvahu a ve fázi plodnosti jen na počátku tvoření plodů, před dozráváním by podporovala hnití plodů.

### Stanovení potřeby závlahy
Potřebné množství vody pro doplňkovou závlahu se stanoví podle podmínek prostředí, průměrných ročních srážek a potřeby jahodníku; nedostávající se srážky nutno doplnit ve vhodných časových intervalech doplňkovou závlahou. Peiker jako příklad uvádí Brněnsko, které má průměrné roční srážky 400–450 mm. Jahodník k optimálnímu vývinu a plodnosti vyžaduje aspoň 600–700 mm ročních srážek. Nedostávající se srážky je nutno doplnit o rozdíl 700—450=250, tzn. 250 l vody na 1 m2, takže na 1 ha vyžaduje 2500 m3. Popisuje, že v SSSR (Tambovská oblast) při každé závlaze dodají aspoň 400 m3/ha, při zvýšené závlaze jde o množství až 800 m3/ha (A. A. Novikov v Výzkumný ústav I. V. Mičurina).
Jako nejprospěšnější Peiker uvádí množství srážek 2–3 mm/hod. v noci, nemá klesnout pod 20 mm a stoupnout nad 50 mm. Během vývoje plodů má mít půda 80 % vodní kapacity avšak nemá ještě být zbahnělá.

### Přezimování
Jahodník je někdy poškozen vymrznutím, které úzce souvisí s příjmem půdní vlhkosti, chybnou výživou nebo nevhodným průběhem počasí. Nejodolnější odrůdou proti poškození mrazem je Senga sengana, která tvoří velmi bohatý kořenový systém. (Senga sengana je vynikající plodná stará odrůda, vhodná i pro vyčerpané a těžší půdy, která ovšem velmi trpí plísní šedou jež výrazně ovlivňuje kvalitu a výšku sklizně. Senga sengana je proto vytlačována novými odrůdami.)
Odstraněním listů cca 5 cm nad srdéčkem počátkem srpna lze podpořit vyšší mrazuvzdornost, omezit některé choroby a zvýšit násadu plodů v příštím roce. Od září je doporučeno nepoužívat hnojiva obsahující dusík (N), upřednostnit přihnojení draslíkem (K). Přiměřená (zejména v případě sucha) zálivka po sklizni a na podzim je významná pro tvorbu květů a plodů další rok, ale i pro odolnost během zimy. V případě holomrazu s teplotou pod -8 °C nebo střídání teplých slunných dnů a mrazivých nocí,je vhodné přikrýt porost bílou netkanou textilií, nebo jiným vhodným materiálem.
Výzkumy Moskevské ovocnářské stanice potvrzují, že množství dusíku v lodyhách a listech na podzim stoupá proti vegetaci až l,5 krát. Proto je třeba zavčas, tedy nejméně měsíc před zakončením vegetace, přestat s pracemi, které ji prodlužují. Tedy je třeba vyloučit plečkování, okopávání, pozdní přihnojování dusíkatými hnojivy nebo závlahu.
Jahodník vyniká velkou přizpůsobivostí (plasticitou) a postupně se otužuje. Vyšší odolnost, životnost a otužování podporuje vyšší světelnost a sušší půda. Výzkumy Moskevské ovocnářské stanice drobného ovoce bylo zjištěno, že včasné odstraňování odnoží podstatně zvyšuje a zajišťuje mrazuvzdornost rostlin. U odrůdy Mysovky, bylo pozorováno, že při soustavném a včasném odstraňování odnoží a tlumení v r. 1940/41 vymrzlo jen 2,4 % srdéček, kdežto při jejich jednorázovém odstranění jich vymrzlo plných 20 %.
Rostliny nutno chránit, zvláště v bezsněžných zimách a za holomrazů. V návětrných polohách a oblastech s vanoucími mrazivými větry. V SSSR pro zadržování sněhu rozestavují na plantáže prkenné zásněžky nebo je vytvářejí z chvojí. Menší výsadby lze zakrýt proti vymrzání chvojím, které umožňuje zachycení sněhu, dobře izoluje vzdušnou vrstvou a přitom zabraňuje zapaření a vytažení rostlin při oblevách a občasných tepelných vlnách v zimě. Sláma nebo listí použité jako ochrana proti vymrzání se stanou úkrytem myší a jiných hlodavců; jsou tedy krajně nevhodné.
Velmi dobře se jako ochrana proti vymrzání uplatňují též kulisy (clony) z bobulovin nebo vysokých rostlin (slunečnice, kukuřice, čiroku), které se po sklizni ponechají. Taková ochrana je vyloučena u velkých plantáží.
Nejzhoubnější je vlhký sníh, napadne-li na nezmrzlou půdu. Pak skutečně hrozí nebezpečí zapaření rostlin i srdéček. V zahraničí v takovém případě prošlapávají pěšiny a prolamují sněžnou vrstvu, aby půda lépe promrzla. Zakrývat se doporučuje až po prvním zámraze a po přejití vlhkého počasí.
Všechny rostliny, u kterých se při pozorné prohlídce v předjaří zjistí, že namrzly, jsou po zimě povytažené, mají obnažené kořeny a jsou zesláblé, je nutno přišlápnout. Pokud tak není učiněno, dochází k zaschnutí kořínků a později celých rostlin.

### Pozdní mrazíky
Během nakvétání je třeba sledovat počasí, ochladí-li se během dne a v noci se vyjasní, je to předzvěst příchodu pozdních mrazíků. Každým rokem jsou první květy jahodníku poškozovány pozdními mrazíky. Nejvíce jsou poškozovány odrůdy nejraněji kvetoucí. Květ jahodníku je velmi citlivý, takže již teploty kolem 0 °C jsou kritické a projevují se zahnědnutím lůžka. Ačkoliv ostatní postupně rozkvétající kvítky rostliny přinesou plody, výnosově dojde k snížení sklizně z jednotky plochy. Nejvyšší kvality a velikosti bývají plody z prvních květů.
Nejjednodušším ochranným prostředkem by mohlo být zadýmování. Záhony lze chránit tkaninou. V okolí Hamburku kladou zahrádkáři rohožky na nízké rámy, kterými zakrývají záhony jahodníku.

### Zmlazování porostů

#### Životnost porostů
Jsou doklady o tom. že v příznivém mikroklimatu Netvořicka a Krňanska odrůda Madame Moutot vydržela na jednom místě i desetiletí, aniž jevila v plodnosti a ve velikosti plodů nějaké známky degenerace.
Velké produkční plantáže však nebývají na jednom stanovišti déle než 4 roky, po této době totiž produktivita výsadby většinou rychle klesá. Životnost rostlin je odrůdově odlišná. Slaběji vzrůstné a hodně plodné odrůdy se záhy vyrodí. Vzrůstné odrůdy, jako např. Madame Moutot, Hornoslezská, Panther, Můllerova, Rumělka a středně vzrůstné, např. Surprise des Halles, Nejranější z Bagoty, Vítěz, Princ Julius Ernst aj. by na stanovišti vydržely i déle než čtyři roky. Jsou-li rostliny přestárlé a půda unavená, nepomáhá k zvýšení produktivity ani vydatné přihnojování. Samozřejmě je více důvodů než jen pokles sklizně, proč výsadbu po třech nebo čtyřech letech zrušit. Odrůdy se chovají různě, podle péče. Životnost se dá vystupňovat selekcí a je podporována výkonným prostředím, jak potvrzuje i V. V. Velikánova (N. G. Žučkov 1954) sledováním odrůd Korálka, Rosčinská, Královna Luisa a Pozdní z Leopoldshallu. Prošlechtěnější odrůdy byly náchylnější k poklesu sklizně v horších podmínkách než odrůdy málo prošlechtěné s méně vyrovnanými sklizněmi. Kupříkladu Laxton's Noble byla postupně ze světového sortimentu vyřazena (NDR, Velká Británie, USA, SSSR), poněvadž mohla být na místě ponechána jen 3 roky a stejně výnos zásadně klesal.
Ovšem některé, prošlechtěné odrůdy (např. Surprise des Halles) se vyznačují velkou vyrovnaností plodů a produktivitou i za méně příznivých podmínek, například za trvalého sucha bez závlahy (1956) zatímco u ostatních odrůd se plody vlivem sucha ani nevyvíjely, tyto odrůdy poskytovaly velké výnosy.

#### Některé technologie výsadby oddalující stárnutí porostu
Peiker v knize Jahody píše: V SSSR se dnes odhodlali k pokusu prodloužení trvání kultury na 6—7 let při zachování životnosti a výkonnosti. Moskevská stanice toho dosahuje pečlivou přípravou půdy po několik let a střídáním plodin a luskovinných směsek (viz stať „Zelené hnojení"). V případech, kdy není možno normálně pozemky odplevelit, včleňují do osevního postupu mimo zeleného úhoru (zeleného hnojení) též černý úhor; ten zajišťuje naprosté odplevelení a uchování živin i vláhy.
Peiker v knize Jahody také zaznamenává, že v SSSR také někdy zmlazují výsadbu podle metody A. A. Iljinského (podle N. G. Žučkova 1954). Tato metoda spočívá v tom, že se v souvislém koberci rostlin proorají pásy v šířce 70–90 cm a ponechají se pruhy rostlin v šířce 30–50 cm. V meziřadí se půda zkypří a znovu se nechají uchytit odnožové rostliny, takže tyto pásy opět zahoustnou. Příštím rokem se podle této metody pásy původně ponechaných starých rostlin zaořou.
V NDR zavádějí třířádkovou výsadbu s malým sponem (40 X 40 X 40 X 30 X 90 cm), aby co největším množství rostlin na téže ploše bylo dosaženo zvýšení výnosů. Výchozí myšlenka spočívá v tom, že jedině počet rostlin v prvních létech rozhoduje o výnosu z jednotky plochy, neboť produktivitu rostlin nelze šlechtěním stupňovat do nekonečna. U této výsadby ve 2. roce zruší střední řádek a v dalších létech vyvedou z postranních řádků odnože a vytvoří postupně široce pásovou výsadbu. Tím se jim podaří prodloužit životnosti výsadby. Nejvyšší sklizně dosahují ve 2. roce ze 3řádkové výsadby.
Vojkovická Fruta vysazuje záhony na vzdálenost 40 cm a v řadách rostliny na 30 cm. Každým 2. rokem ruší řady ob řádek a na zrušených řádcích zapojí odnožové rostliny a využívá plochu jako široce pásovou výsadbu.

#### Zmlazování
Jahodáři na Netvořicku, později na Turnovsku od nepaměti zmlazovali porosty jahodníku po sklizni každoročním sežínáním. Trsy se sežínaly kosou nebo žacím strojem ihned po sklizni a listy se spálily. Při dostatečné výživě a závlaze a včasném vykonání tohoto ošetření porosty normálně obrazily a ve vývoji rostlin nebylo v mikroklimaticky vhodných oblastech možno pozorovat žádné změny ani odolnosti vůči mrazu nebo snížení sklizní.
Zmlazování je založeno na biologickém poznatku, že u jahodníku spodní část kořenového krčku a kořenový systém vznikající na této přestárlé části rostliny postupně začínají odumírat. Po pokosu se ze spících a nahodilých pupenů ve spodní části kořenového krčku začnou vytvářet nové nadzemní části. Ihned po zkosení je třeba omezit závlahy a obnovit je až počátkem srpna, takže spolu s komplexní výživou a kypřením půdy je zaručena rychlá a úspěšná obnova (regenerace) jednotlivých trsů, a tím i celého porostu. Přidání draselno-fosforečných hnojiv pomůže novým částem vyzrát, jinak pozdní vyrašení způsobí vymrznutí porostů.
Smyslem operace byl zásah proti patogenům, především proti červené skvrnitosti a později proti obávanému roztočíku jahodníkovému. Tento zákrok musel být vykonán před diferenciací květních pupenů (srpen). Tento zákrok možno doporučit jen v tom případě, snáší-li dotyčná odrůda toto opatření a příliš se nezeslabí
V SSSR první zkoušky se zmlazováním porostů provedla E. N. Žučkovová (podle N. G. Žučkova 1954) s negativními výsledky, ovšem tento zásah byl proveden pozdě a u přestárlých rostlin. Následkem toho došlo ke snížení sklizní. Názory na sežínání listů jako ochrany proti roztočíku se různí, avšak v mikroklimaticky vhodných oblastech stačí rostliny vytvořit (diferencovat) květní pupeny, takže výnos nepoklesne, naopak regenerací rostliny stoupne a přiblížení trsu k zemi omezuje vymrznutí.
V SSSR dokonce podle Schroedera (podle N. G. Žučkova 1954) remontující odrůdy dávají při zmlazení v údobí od 1. 6. do 20. 7. ještě na podzim další sklizeň. Je pozoruhodné, že se tak nejen zvýšila sklizeň (až o 71 %), ale i váha plodů (až o 12 %). Pozdní sklizeň ovšem narušuje diferenciaci, takže sklizeň v příštím roce by klesla až o 5,3 %. Zmlazování v jahodářské praxi v SSSR navrhl a propracoval I. N. Kovtun (podle N. G. Žučkova 1954) u 3—4 letých výsadeb. Navrhovaná metoda je zajímavá tím, že se rostliny nekosí, nýbrž se setnou motykou nebo se trsy seříznou nožem.
Peiker zde uvádí jeden z mnoha odkazů na Lysenkovu teorii v knize: Toto zmlazení je biologicky v souladu s Lysenkovou teorií stupňového (stadijního) vývoje; ukazuje, že proces stadijních změn kořenové soustavy postupuje daleko pomaleji ve srovnání s procesem probíhajícím v nadzemní části téže rostliny.

##### Výhody
Sežnutím listu se umožní přístup vzduchu a slunečních paprsků k trsům a sníží se vzdušná vlhkost. Ochranné postřiky pronikají lépe do srdéčka rostlin, kde se všeobecně roztočík nachází.

##### Nevýhody
Násilný zásah v době, kdy trsy jsou zeslabeny po sklizni, takže se operace projeví v dalším vývoji a plodnosti jahodníku v příštím roce velmi negativně. V množitelských porostech se značně sníží produkce odnoží, což ale v produkčních výsadbách z hlediska plodnosti lze jen uvítat.

### Odstraňování odnoží
Odstraňování odnoží jahodníku je běžný agrotechnický úkon, který odedávna pěstitelé používali ke zvýšení plodnosti. Účelnost tohoto zákroku potvrdila nejen jahodářská praxe, nýbrž i výzkumy. Odnože nesmí být nikdy odtrhávány od kořenového krčku, ani nesmí být ponechány části, které později zasychají. Obojí omezuje normální tvoření a vývoj pupenů, a tím vznik olistění i květních pupenů. Nejlépe je, odříznout odnože těsně u kořenového krčku. „V zahraničí je již odstraňování odnoží běžně mechanizováno,“ píše Peiker.
Odstraňování odnoží je jednou z možností zvyšování sklizně. Je přirozená vlastnost jahodníku, že vytváří odnože. To ale způsobuje omezené tvoření květních pupenů, což se projevuje trvalým poklesem sklizní, ba i úplnou neplodností. Jsou odrůdy, které tvořením odnoží převyšují mnohonásobně plodnost, (např. odrůdy Ernst Preuss, Pillnická, Profesor Jelínek aj). Hmota odnoží u těchto odrůd převyšuje váhu listové hmoty mateční rostliny a nejsou-li odnože včas odstraněny, patří tyto odrůdy mezi nejméně plodné. Podle výzkumu Moskevské stanice drobného ovoce, například u odrůdy Roščinská, sušina odnoží na testované rostlině tvořila 55,19 g a sušina listů mateční rostliny jen 37,4 g. Odrůdu Roščinská je ovšem možné považovat za středně vzrůstnou s poměrně dosti mohutnou tvorbou listů.
„Přikláním se k názoru,“ píše Peiker, „že odnože je třeba tlumit již dříve před sklizní, ba i v době jejich vzniku.“ Pokud odnoží není třeba k rozmnožování, není vhodné je ponechávat. Silně vysilují rostlinu a odebírají převahu živin. Zvláště škodlivé je odstraňování odnoží až v pozdním podzimu. Pokusy prokázaly, že různě odrůdy vyžadují v určitém prostředí určitý postup. Stává se, že některé odrůdy při soustavném, třeba i desetinásobném odstraňování odnoží nemusí zvýšit sklizeň, spíše naopak.
Pokus potvrzují že časné odstraňování odnoží a účelné plné hnojení v jednotlivých vegetačních fázích přispívá ke zvýšení sklizně. Výrazněji než hnojení a přihnojování se uplatňuje faktor odstraňování odnoží na stupňování sklizně. Včasné odstranění odnoží se příznivě projeví na diferenciaci květních pupenů a velmi výrazně i na mrazuvzdornosti rostlin. Ke stejným výsledkům dospěl v USA J. S. Shoemaker (1956).

### Vyštipování květů
Pokusy konané P. G. Šittem (1958) se zkracováním doby sklizně, hlavně z důvodů ekonomických, byly úspěšné.
Plody u jedné a téže odrůdy zrají postupně, takže je třeba často 6—8 probírek plodů během 2—3 někdy i 4 týdnů. Dochází tak k zaneprázdnění celé pracovní jahodářské skupiny v pracovní špičce. Přitom ale pracovní efekt a produktivita práce klesá, poněvadž se sklizně postupně snižují a také plody jsou stále menší. Dochází k snížení efektivity pod hranici ziskovosti.
P. G. Šitt (1958) omezoval násadu pozdních plodů tak, že zabraňoval pozdnímu kvetení, čímž relativně snížil počet plodů, naproti tomu však dosáhl jejich větší velikosti i lepší jakosti. Touto metodou lze urychlit zrání, a tím podstatně zkrátit dobu sklizně. Odstraněním kvítků vyššího řádu, které podle zkušenosti nevytvářejí již hodnotné plody, se dosáhlo relativně lepšího vyspění plodů z kvítků nižšího řádu. Pro jednotlivé odrůdy a dané podmínky prostředí je však třeba tuto operaci individuálně vyzkoušet.
Nejvýhodnější k tomuto úkonu je doba, kdy lze již celkový počet květních poupat na trsu přehlédnout. Podstatnou předností je zvýšení jakosti zbývajících plodů co do velikosti i váhy. Zvýšení výkonu na jednotku plochy činilo 25—50 % proti kontrole. V přímém poměru se sklizní stoupla také produktivita práce.
Odstraňování květních stonků v 1. roce je důležité v matečnici i v produkční výsadbě. Ovšem všude tam v produkční výsadbě, kde je půda dobře zásobena živinami, lze květy i v 1. roce ponechat, má li být dosaženo rané produkce, poněvadž plody na mladých rostlinách jsou větší a dokonce zrají dříve než na starých trsech. Vyšší zisk docílený za plody pak kompenzuje nižší sklizně v dalších letech.

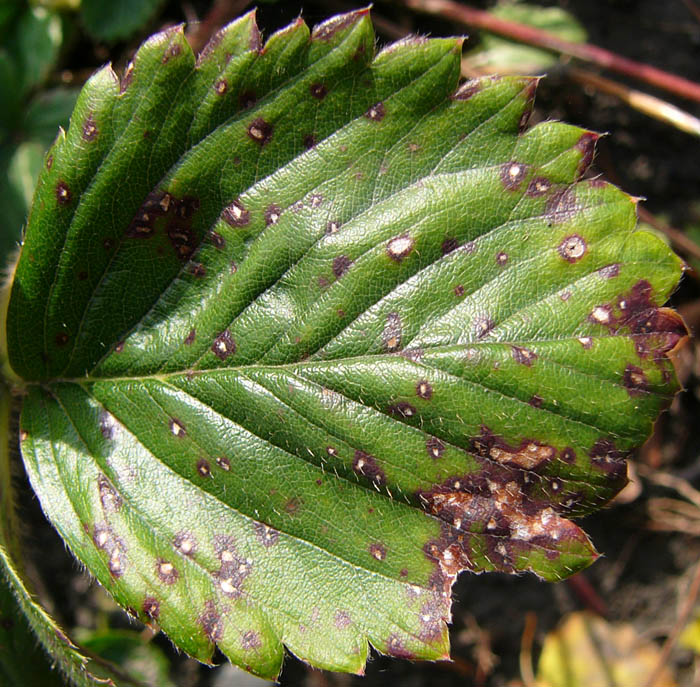
Mycosphaerella fragariae

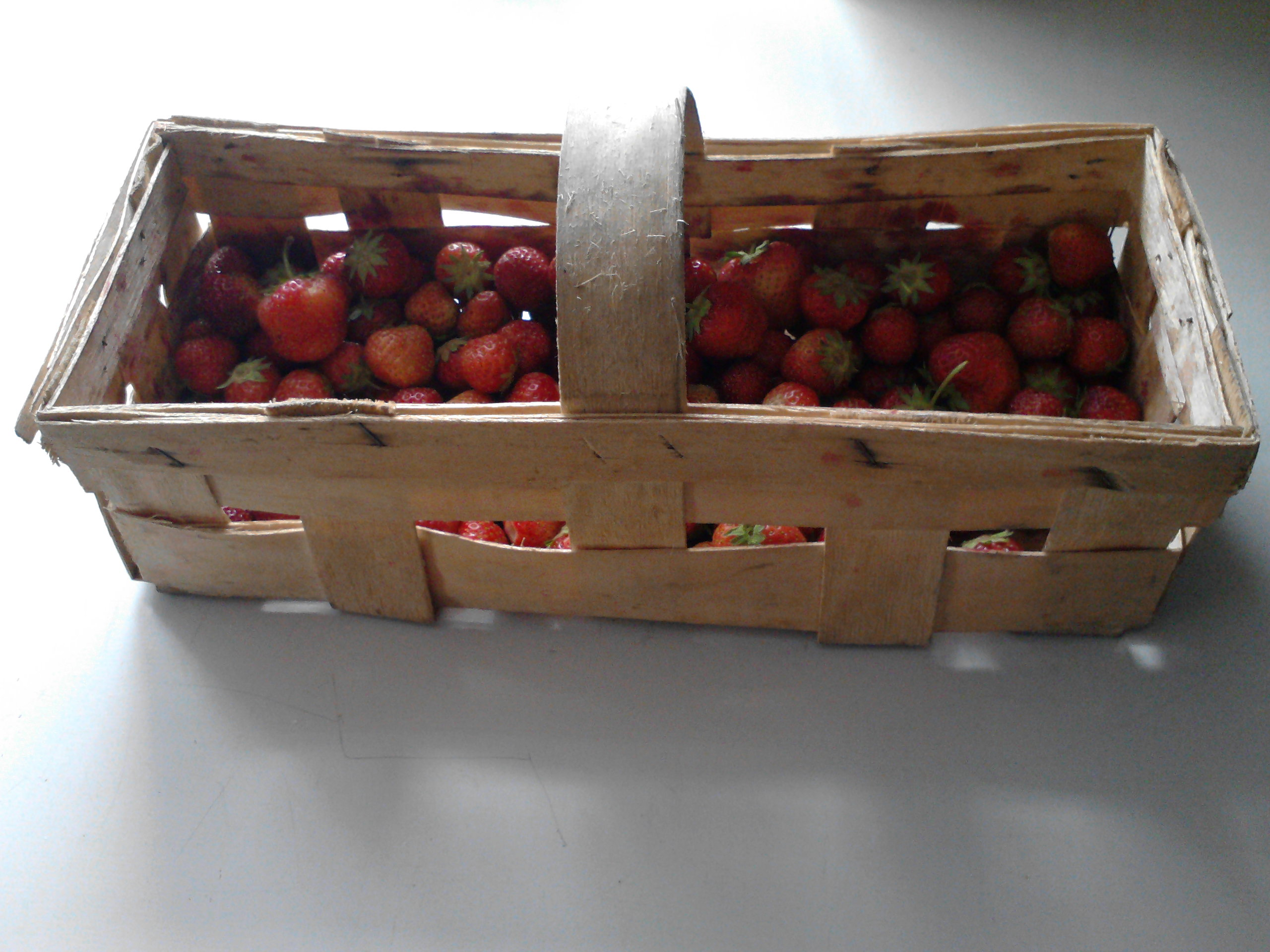
Loubkový košík slouží ke sklizni, transportu a prodeji jahod

### Sklizeň
Jahody jsou měkké plody, náchylné k otlačení, hnití, zapaření, nedají delší dobu uchovávat, takže vyžadují nejopatrnější zacházení a rychlou dopravu. Peiker popisuje: „Sbírají se zralé, ale pevné.“ Jahody nikdy nesmějí přezrát. Na počátku 21. století některé zdroje uvádí: „V současnosti nejsou vhodné odrůdy se stejnou dobou zralosti pro jednorázovou mechanizovanou sklizeň.“
Plody je nejlépe sbírat pro městský trh najednou, nejlépe týž den ráno po sejití rosy nebo navečer před tím dnem. Jahody nikdy nepřekládejme. Mají se sbírat do loubkových košíků po 0,5 až 2 kg nebo výjimečně 2–4 kg. Loubkové košíky se nikdy nesmějí doplňovat po okraj. Při sběru nutno plody třídit podle jakosti, oddělují se plody bez kalíšků a nahnilé. V loubkových košících se pak plody dodávají na trh a prodávají. V některých zemích mimo ČR se používají kartonové nebo plastové krabičky.

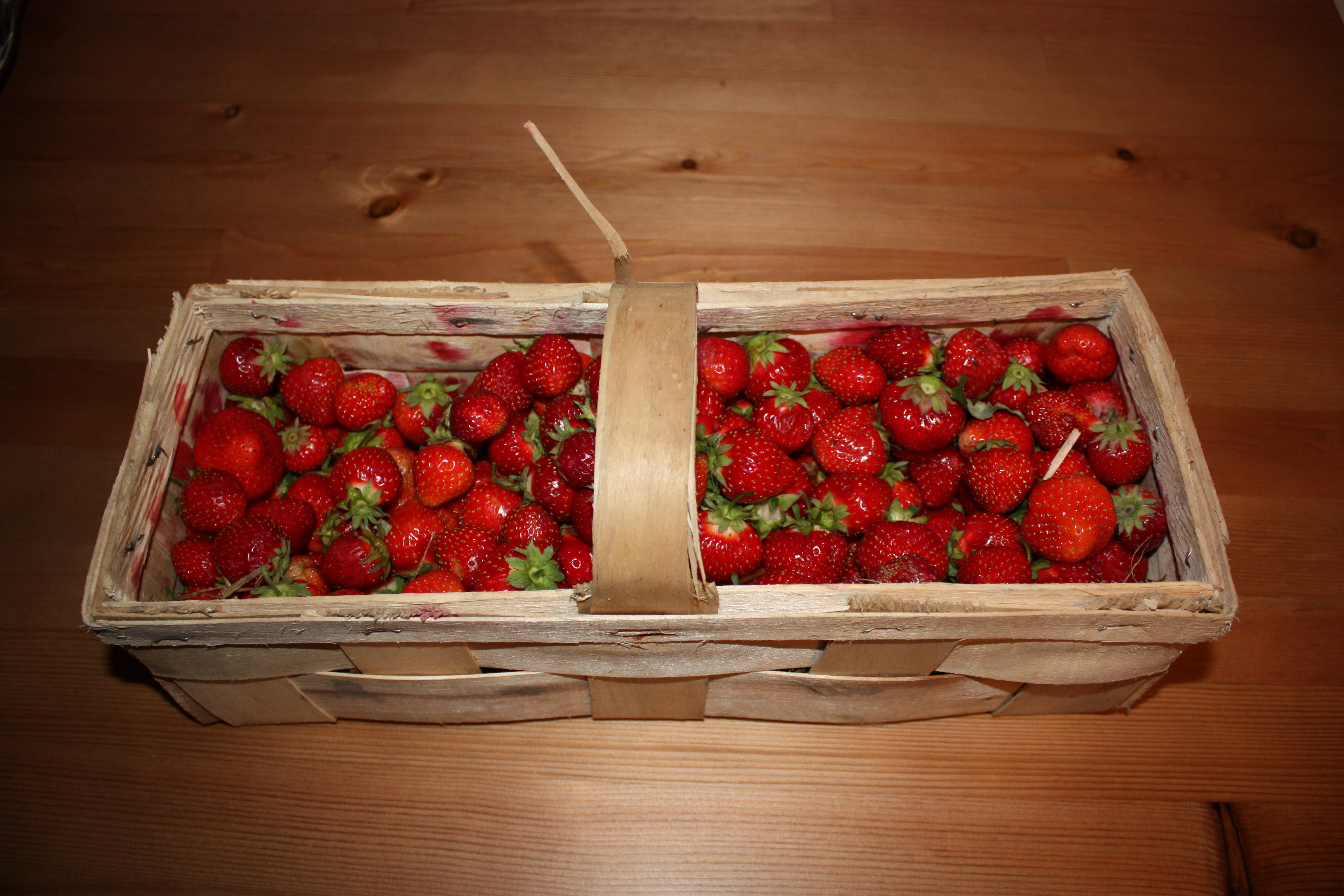
Loubkový košík se nesmí plnit po okraj.
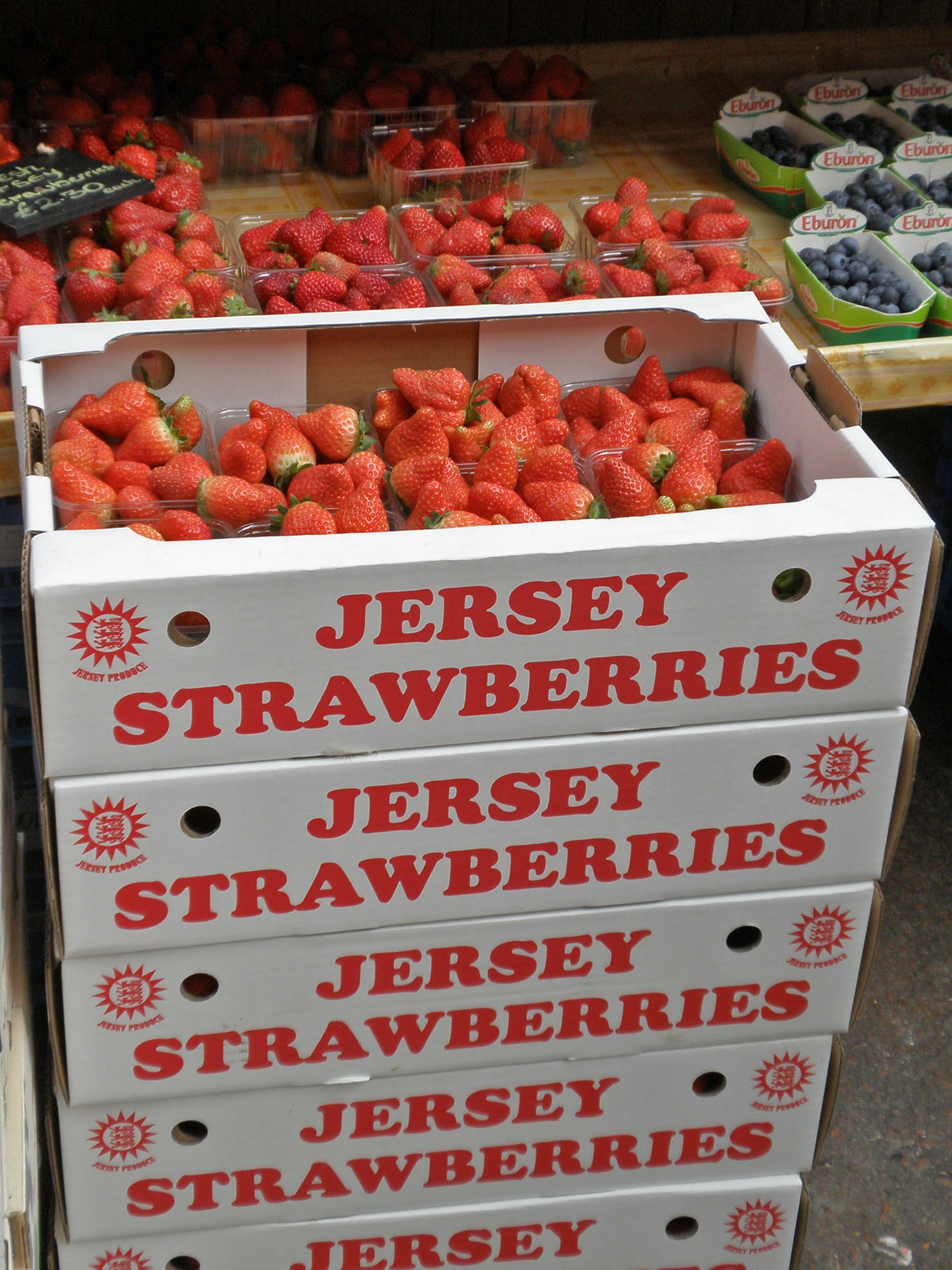
Jahody v plastikových nádobách umístění v kartonové krabici.

U jednou plodících odrůd se na počátku 21. století používá sklizeň ruční, mechanizovaná nebo kombinovaná (část ručně a část mechanizací). Při kombinované sklizni jsou z počátku sbírány plody 1-2 krát ručně a poté je použit kombajn. Při mechanizované sklizni se sklízejí plody pro průmyslové zpracování.